# Liste der Autorenbeteiligungen und Produktionen von Leiber/Stoller
Die Liste der Autorenbeteiligungen und Produktionen von Leiber/Stoller umfasst Stücke, die vom Duo Leiber/Stoller geschrieben oder produziert wurden. Der Textdichter Jerry Leiber (* 25. April 1933 in Baltimore, Maryland) und der Komponist Mike Stoller (* 13. März 1933 in New York City) waren eines der wichtigsten Produzenten- und Songwriter-Duos der 1950er und 1960er Jahre.

## Legende
- Titel: Der Songtitel in der Originalschreibweise. Titelvarianten und fremdsprachige Titel stehen beim jeweiligen Interpreten. Alle Titel wurden geschrieben von Leiber und Stoller, wenn nicht anders in Klammern angegeben.
- Jahr: Das Jahr der Erstinterpretation.
- Interpreten: Angegeben ist Interpret und Jahr der Erstveröffentlichung. Gibt es mehrere Versionen des Liedes, wird der Erstinterpret als Original geführt, weitere als Coverversionen. Die Sortierung erfolgt nach dem Jahr der Interpretation, sodann nach Alphabet. Danach folgen die Interpreten ohne Jahresangabe, am Schluss fremdsprachige Adaptionen. In Klammern stehen neben dem Jahr gegebenenfalls die Chartnotierungen und weitere Kerninformationen.

## A
| Lied             | Jahr | Interpreten |
| ---------------- | ---- | --- |
| After Taxes      | 1963 | Original: Billy Edd Wheeler (1963) Coverversionen: Cab Calloway (1966), Johnny Cash (1978), Lonnie Donegan (1965) |
| All Is Well      | 1960 | Johnny Mathis (1960) |
| Alley Music      | 1955 | The Sly Fox (Gesang: Jerry Leiber, Klavier: Mike Stoller) (1955) |
| Alligator Wine   | 1958 | Original: Screamin’ Jay Hawkins (1958) Coverversionen: Jeff Buckley (2004), Deviled Ham (1969), The Dynamic Kapers (1964), The Fuzztones mit Screamin’ Jay Hawkins (1984), Hector (französisch als Alligator) (1964), Paul Hosford (2003), In-Sex (1969), Killionaires (2006), Mad Daddys (1989), Mutzhi Mambo (2002), Omar & the Howlers (1999), Patti Palladin & Johnny Thunders (1988), Priests (2002), The Radiators (2007), Salamander Jim (1985), Louis Tillet & Charlie Owen (1995), Willy Willy & the Voodoo Band (2007) |
| Along Came Jones | 1959 | Original: The Coasters (1959, US 9) Coverversionen: Patsy Biscoe (2008), Hans Blum (aka Henry Valentino, auf Deutsch als …und dann kam Jimmy Jones) (1959), The Coasters (Carl Gardner’s Trip re-recording) (1977), Cat Mother & the All Night News Boys (um 1969), Billy Dee (als Along Came (Too Tall) Jones) (um 1975), Dolenz, Jones, Boyce & Hart (ex-Monkees) (1976), Guitar Man (aka Adam Austin) (1996), The Hoppettes (’50s At the Hop) (Jahr unbekannt), Les Jérolas (französisch als Jones s’es montré (Pis après)) (1959), David Jones (1969), George Jones & Johnny Paycheck (1979), Paul Jones (ex-Manfred Mann) (1967), Key Brothers & the Quivers (norwegisch als Og så kom helgenen frem) (1965), Jackie Lee & the Raindrops (1959), Miss Molly (1990), Jacky Noguez (französisch als Zorro est Arrivé) (1964), The Overlanders (1965), Buck Owens (1970), The Pilgrims (um 1970), The Ramblers (1959), The Righteous Brothers (1967), Henri Salvador (französisch als Zorro est Arrivé) (1964), Denny Seyton’s Show-Group (aka Denny Seyton & the Sabres) (um 1964), Ray Stevens (1969, US 27) |
| Amazon Moon      | 1998 | Guilherme Vergueiro (1998) (Stoller) |

## B
| Lied                                                                         | Jahr | Interpreten |
| ---------------------------------------------------------------------------- | ---- | --- |
| Back Door Blues                                                              | 1953 | Jimmy Witherspoon (1953) |
| Bad Blood                                                                    | 1961 | Original: The Coasters (1961) Coverversionen: Chanels (1980); The Paramounts (1964); The Plebs (1964); The Raymen (1998) |
| Bahia Manhattan (Autor: Mike Stoller)                                        | 1993 | Nino Tempo (1993) |
| Bam Balam                                                                    | 1953 | Original: The Du Droppers (Aufn. 1953/Veröff. 1982) französische Version: Betty & the Bops (2002) |
| Bazoom (I Need Your Lovin')                                                  | 1954 | Original: The Cheers (US 15, 1954) Coverversionen: Les Elgart (1954); The Fleetwoods (1962); Leiber/Stoller Big Band (1960); The Three Belles with Larry Clinton and Orchestra (1955); Otis Williams & the Charms (1954); Willy Willy & the Voodoo Band (2005) |
| Been Down so Long                                                            | 1973 | Original: Eddie James (1973) Coverversion: T-Bone Walker (1973) |
| Bernie’s Tune (Musik: Bernie Miller; Text: Leiber, Stoller)                  | 1954 | Original: The Cheers (1954) Coverversionen: Ernie Andrews (1958); Buddy Childers Big Band featuring Tierney Sutton (1998); Tierney Sutton (2000) Anmerkung: ursprünglich ein Jazz-Stück, das Bernie Miller um 1950 geschrieben hatte und das durch das Gary Mulligan Quartet populär wurde; Leiber und Stoller fügten 1954 einen Text hinzu |
| The Best Thing (Autoren: Leiber, Stoller, Ralph Dino, John Sembello)         | 1974 | Original: Dino & Sembello (1974) Coverversionen: Billy Eckstine (1976); Philip & Vanessa (1975) |
| Black Denim Trousers and Motorcycle Boots                                    | 1955 | Original: The Cheers (US 6, 1955) Coverversionen: Vaughn Monroe (US 38, 1955); Christine Albert (1995); Albert & Gage (2003); William Bolcom & Joan Morris (1978); Chainsaw Sprocket Knucklehead Tank (1988); The Diamonds (1955); Ramblin’ Jimmie Dolan (1955); The Four Jacks (ca. 1955); Barry Frank with Jimmy Carroll and Orchestra (1955); Graham Blvd (2008); Eddie Hill (1955); The Leiber-Stoller Big Band (1960); Sherwin Linton (1980); Frank Martin with the Prom Orchestra (1955?); Ken Otte (ca. 1955); Psyche-A-Billy (2000); Sir Reginald & Dover-Als (1964); Ross & Rotten (1995); Chris Spedding (1993); Vince Taylor (1974); französische Version “L’Homme à la Moto” (Text: Jean Dréjac): Édith Piaf (1956); Cible (1977); Angelo Debarre & Ludovic Beier (in einem Instrumentalmedley, 1998); Gilles David Orchestra (2008); Djemila (1981); Fanny (FR 7, 1991); Brigitte Fontaine (2003); Corina Harry (1999); Michel Hermon (2002); Juliette (1991); Juliette Koka (2008); Simone Langlois (2007); Jo Lemaire (1999); Norma Loy (1988); Mireille Mathieu (1993); Nicoletta (aka Nicole Grisoni, 1967); Florent Pagny (2003); The Party Knights (2006); Frank Pourcel (1983, instrumental?); Catherine Ribeiro (1977); Rue Rouge (2007); Michèle Torr (1983) finnische Version “Mies ja moottoripyörä” (Text: Tarmo Juhani Tuominen): Päivi Mäkinen (1995) |
| Blood Is Redder Than Wine                                                    | 1952 | Little Willie Littlefield (1952) |
| Blueberries                                                                  | 1954 | Original: The Cheers (1954) Coverversion: Georgia Gibbs |
| Blues for Me                                                                 | 1957 | Eddie Fisher (1957) |
| Bossa Nova Baby                                                              | 1962 | Original: Tippie & the Clovers (1962) Coverversionen: Elvis Presley (US 8, UK 13, DE 12, 1963); Paul Ansell (ca. 1999); Colin Cook (ca. 1964); Cowboys from Outer Space (2003); El Vez (Parodie als “Cesar Chavez”, 1994); The Explosion Rockets (2003); Gitte Hænning, Siw Malmkvist & Wencke Myhre (2005); Pierre Lalonde & Donald Lautrec (1964); The London Festival Orchestra (unter der Leitung von Werner Müller, 1977); Barron Maness (2006); Orange (2004); Mike Patto (Live-DVD, 2001); The Pelvis (1997); Tony Ray (1963); Mike Redway (1963); Anne-Lie Rydé (schwedisch, 1992), She Is the King (2007); Christer Sjögren (2006); Rod Stanton (1964); The Teen Queens (1992); Los Tequila Sharks (2005); The Tielman Brothers (Aufn. 1966/Veröff. 2005); Triple Dynamite (2006); The Van-Dells (1978); Whistle Bait (2001); französische Version (Text: Ringo, Patrick Bousquet): Ringo (1962); Betty & the Bops (2002); deutsche Version (Text: Jean Nicolas): Die Missouris (1963); Ted Herold mit dem Orchester Johannes Fehring (1964); Bill Ramsey (1964); französische Version “Oui c’est pour toi”: Larry Gréco (1964); schwedische Version: Siw Malmkvist with Boris & the Beat Dogs (1965); spanische Version “Amatoma Sexual”: Elvis Jander (aka Florentino Fernandez, 1997)                                                                                |
| The Bossa Nova (My Heart Said) (Autoren: Leiber, Stoller, Mann, Weil)        | 1962 | Original: Tippie & the Clovers (1962) Coverversionen: Irene Reid (1963); Anne Murphy with the Kavaliers; Emily Yancy (1965); norwegische Version “Nora’s Bossa Nova” (Text: Alfred Næss): Nora Brockstedt (1963) |
| (How Bout a Little Hand For) The Boys in the Band                            | 1957 | Original: The Boys in the Band (US 48, Aufn. 1957; Veröff. 1970) Coverversionen: Glass Bottle (1970); The Phynx (Soundtrack, 1970); The Supernaturals (1998) |
| Broken                                                                       | 1958 | Patty Andrews (1958) |
| Brother Bill (The Last Clean Shirt) (Autoren: Leiber, Stoller, Charles Otis) | 1965 | Original: The Honeyman (aka Charles “Honeyboy” Otis, 1965) Coverversionen: The Animals (1977); The Blue Monday Band (2003); Cactus (1970), Doug Cox (1999); The James Harman Band (1994); The Paul James Band (2003); The Rockin’ Berries (1965); T-Bone Walker (1973); Yesterday’s Children (1967) |
| Bull Dog                                                                     | 1965 | The Shangri-Las (1965) |
| Bull Tick Waltz                                                              | 1962 | The Coasters (1962) |

## C
| Lied                                                            | Jahr | Interpreten |
| --------------------------------------------------------------- | ---- | --- |
| C’est la vie, cherie (Autoren: Leiber, Stoller, Robert Silbert) | 1956 | Bob London (1956) |
| Cafe Espresso                                                   | 1962 | Original: The Leiber and Stoller Orchestra (1962) Coverversionen: Sam Blok Quartet; Gloria Christian |
| The Candle’s Burnin' Low                                        | 1952 | Original: Mel Walker with the Johnny Otis Orchestra (1952) Coverversionen: Down Home Super Trio (1994); Paris Slim (1996) |
| Can’t We Be More Than Friends                                   | 1954 | The Cheers (1954) |
| The Case of M. J. (aka Mary Jane)                               | 1975 | Peggy Lee (1975) |
| Cha! Bull! (The Crowd)                                          | 1958 | Original: David Hill & His Men (1958) Coverversion: Bert Kaempfert |
| Charlie Brown                                                   | 1959 | Original: The Coasters (US 2, UK 6, 1959) Coverversionen: 4 Ever Young (ca. 2003); Chet Atkins (1967); Big Ernie (1964); Bernard Bresslaw (1959); Big Wheelie and the Hubcaps (1972); Charm City Sound (als „Mr. Paul“, 2006); Chas & Dave (als Teil eines Medleys, 2003); The Chordettes (1959); The Coasters (Carl Gardner’s Trip re-recording, 1977); The Compton Brothers (1970); The Cool Cats (1964?); The Ray Ellington Quartet (1959); Graham Blvd. (2008); The Cornell Gunter Coasters (Aufn. 1969/Veröff. 1992); The Hit Crew (2004); Leon Hughes and the Coasters (Veröff. 2005); Paul Jones (1967); Randy Kaplan (2008); The Kim Sisters (1964); The Kingtones (1980); James Last (als Teil eines Medleys, 1998); The Leiber-Stoller Big Band (1960); The Lettermen (als Teil eines Medleys, 1963); The Longines Symphonette; Kenny Lynch (live, 2001); Moonlighters (ca. 1959); Sandy Nelson (Instrumental, 1963); The No-Names (1964); The Orlons (1962); Buck Owens & His Buckaroos (1965); The Promineers (ca. 1959); Boots Randolph (Instrumental, 1960); Red Sauce (Instrumental, 2006); The Ribitones (Medley mit „Yakety Yak“, ca. 1980); The Runners with Ed Cee and Orchestra (1959); The Saville Brothers with Jacques LeRoy (1959); Rannikko Seppo (1976); Sha Na Na (1981); Sky High & the Mau Mau (2007); Dr. Lonnie Smith (Instrumental, 1969); Smokey Joe’s Café Original Cast (1995); Melvin Sparks (Instrumental, 2004); Hugo Strasser und sein Tanzorchester; Jimmy Sturr (2004); Three Men and a Tenor (2003); Ike Turner & His Rhythm Kings (St. Louis’ Party Time TV show mit George Edicks) (1959); Voodoo Glow Skulls (1995); John Warrington (Instrumental) (2008); deutsche Version „Charly Brown“ (Text: Carl-Ulrich Blecher): Hans Blum (DE 1, 1959); Harri Heister und die Gelbstrahler (1998); Honey Twins (DE 19, 1959); Peter Kraus und die Rockies (ca. 1959); Rudolf Rock und die Shocker; Janosch Rosenberg (1974);Henry Valentino und Paul Bistes Rag-Time Band (1974); finnische Version: Dick Dynamite and His Hot Lips (1974); Virtanen Eino (1959); französische Version „C’est Charlie Brown“ (Text: Eddy Mitchell): Eddy Mitchell (1977); italienische Version (Text: Luciano Beretta, Gian Carlo Testoni): The Gaylords (1961) Pilade (aka Lorenzo Pilat, 1965); kroatische Version „Mali Brown“ (Text: Ivica Krajač): 4M (1962); Parodie „Grandpa Bud“: Dean Scott and the Deja Boomers (2006) |
| Chicken (Autoren: Leiber, Stoller, Jack Rollins)                | 1955 | The Cheers (1955) |
| The Chicken and the Hawk (Up, up and away)                      | 1955 | Original: Big Joe Turner (1955) Coverversionen: Big Joe Turner, Milt Jackson & Roy Eldridge; The Bats (1965); Bob Beach; Jim Belushi & The Sacred Hearts (1998); Big Boy Bloater and his Southside Stompers (1998); Big Daddy G (2000); Black Slacks (ca. 1990); Blues Plus (2002); The Bus Stop Boys (1997); The Chevy Cats (1990); Daddy’s Rebels (1995); The Jive Giants (1998); The Kid and Nic Show (1999); Steve Lawrence (1956); Melody Anne’s Swing Experience featuring Sonny Lewis (2006); The Nighthawks (1991); Ricky Norton (2006); Cousin Joe Pleasant (1972); Tommy Sands (1958); Jesse Scinto & the Dignitaries (2001); The Slammers Maximum Jive Band (2007); Helge Tallqvist & Deep Blue Divers (1995); The Vipers (2000); George Whitesell & His All Stars featuring Jill Watkins (2007) |
| The Climb                                                       | 1962 | Original: The Coasters (1962) Coverversionen: Jean Claudric et son Orchestre (1963); Duane Eddy (1963); Forte Four (Soundtrack zu Viva Las Vegas, 1964); The Federals (1964); Paul Harris (ca. 1963); Jackie Kern (1963); Peggy Lee (als “Squatty Watty Do”, 1975); französische Version “Le Climb” (Text: Pierre Saka, Claude Dufresne): Big Jones (La Contrabasse Humaine) (1963); Danny Boy (aka Claude Piron, 1963); Claire Ferval (1963); Jacques Hendrix et son Orchestre (1963); Eddy Louiss (1963); Johnny Taylor et Les Strangers (1963); Chris Valois avec Jacques Loussier et son Orchestre (1963) Anmerkung: ursprünglich betitelt als “Le Slime” wurde der Titel auf Einspruch der Plattenfirma auf The Climb geändert; als Peggy Lee das Lied 1975 neu aufnahm, wurde es erst “Daddy Wah Dah Do” und schließlich “Squatty Watty Do” genannt |
| Come a Little Bit Closer                                        | 1954 | Original: Willy & Ruth (1954) Coverversionen: The Delltones (1963); Frank Driggs (1954); The Four Coins (1961); Hank Penny & Sue Thompson (1954) |
| Constant Surprise                                               | 1998 | Guilherme Vergueiro (1998) |
| Cordelia                                                        | 1954 | Willy & Ruth (1954) |
| Corn Whiskey                                                    | 1952 | Jimmy Witherspoon (1952) |

## D
| Lied                                                               | Jahr | Interpreten |
| ------------------------------------------------------------------ | ---- | --- |
| D. W. Washburn                                                     | 1968 | Original: The Monkees (1968) Coverversionen: The Coasters (1968), Dick Watson (1968), Frank Scott (1968), The Hutch Davie Calliope Band, feat. L. David Stone (Instrumental) (1969), Jalopy Five (um 1969), Smokey Joe’s Café Original Cast (1995), Mike Dowling (1996) |
| Dainty Little Moonbeams                                            | 1962 | Elvis Presley (1962) |
| Dance!                                                             | 1958 | The Coasters (1958) |
| Dance with Me (Autoren: Leiber, Stoller, Lebish, Treadwell, Nahan) | 1959 | Original: The Drifters (1959) Coverversionen: Carla Thomas (1961), The Kestrels (1963), Billy J. Kramer & the Dakotas (1963), The Persuasions (1973), Ricky James (Medley mit This Magic Moment) (1989), José „El Canario“ Alberto (1991), Smokey Joe’s Café Original Cast (1995), Intrigue (1996), Jerry Williams (1996), Vonda Shepard (Soundtrack Ally McBeal) (1998), Tuck & Patti (1998), Gina V. D’Orio & Like a Tim (2004), Engelbert Humperdinck (2005), Billy Lewis’ Nu Drifters (2006), Alexander Goebel (2007) |
| Dancin’                                                            | 1957 | Perry Como (1957) |
| Dancin’ Jones (Autoren: Leiber, Stoller, Dino, Sembello)           | 1974 | Original: Dino & Sembello (1974) Coverversionen: Nicolette Larson (1975), Philip & Vanessa (1975), R & J Stone (1976), The Neville Brothers (1988) |
| Destination Love                                                   | 1956 | Original: Wynonie Harris (1956) Coverversionen: The Four Coins (1956), Lynn Morris (1999), Jesse Scinto & The Dignitaries (2001), Mos Def (2004), The Solstice Sisters (2008) |
| Dirty Dirty Feeling                                                | 1960 | Original: Elvis Presley (1960) Coverversionen: Lonnie Lee (1961), Les Chaussettes Noires featuring Eddy Mitchell (französische Version Si Seulement) (1961), Deke Leonard (1978 aufgenommen, 2005 veröffentlicht), Wojciech Gąssowski (1988), The King Normals (1995), The Rascals (1996), Ruthie & The Wranglers (1996), Betty & The Bops (französische Version Si seulement) (2000), Anders Johansson & Jakob Hydén (2000), Martin Hentschel (2004), Carina „Kina“ Jaarnek (2005), Steinar Albrigtsen & The Blue Cats (2006), Tom Green (2006), Kingsize (2008) |
| Do Your Own Thing                                                  | 1968 | Original: Brook Benton (1968, US 99) Coverversionen: Mike Clifford (ca. 1968) |
| Don Juan                                                           | 1961 | Original: LaVern Baker (1961) Coverversionen: Smokey Joe's Cafe Original Cast (1995), Tia Riebling (2002, Ally-McBeal-Soundtrack), Peggy Lee (2005) |
| Don’t                                                              | 1958 | Original: Elvis Presley (1958, US 1, UK 2) Coverversionen: Ross Holmes; Kelly; Don Rondo (1957), Hal Munro (1958), The Leiber-Stoller Big Band (1960), Emile Ford & The Checkmates (1961), The Johnny Mann Singers (1961), Johnny Devlin with the Dare-Devils and the Bradley Sisters (1961), Scotty Moore (1964), The Hep Stars (1966), Chuck Jackson (1967), Ebony Keyes (1967), Cliff Richard (1967), Sandy Posey (1973), Mina (1974), Pekka Loukiala (1977), Hank Burns (Instrumental, 1977), Timo Silvennoinen (1978), Link Wray (1979), Jack Jersey (alias Jack de Nijs) (1979), Bernadette Peters (1981), Don McLean (1986), Graham Bonnet (1991), Bill Medley (1991), Peter Hofmann (1992), John Fahey (Instrumental, 1992), The Benedictine Chimes of Westminster (1994), Cosmo Alpha (1994, Teil eines Medleys), Smokey Joe's Cafe Originalbesetzung (1995), Ronnie McDowell (1997), P. J. Proby (1997), The Memorial Chorale & Symphonette (1997), Vonda Shepard (1997, Ally-McBeal-Soundtrack), Lisa Nicole Carson (1997, Ally-McBeal-Soundtrack), Johnny Earle with the The Jordanaires (1999, Soundtrack Private Elvis), The Daniel Küffer Quartet (Instrumental, 2000), Shaky Everett (2001), David Gilmour (2001), Doug Church (2003), The Persuasions (2003), Hank Prichard (2004), The Residents (2004), Seu Jorge (2004), Christer Sjögren (2006), Albert Lee and Hogan’s Heroes (2006), Reid Jamieson (2007), Cyrus Chestnut (Instrumental, 2007) deutsche Version “Komm” Will Brandes (1959) finnische Version “Et saa”: Matti Hyvönen (1967) finnische Version “(Ethan sano) Ei”: Agents & Jorma Kääriäinen (1997)                          |
| Down Home Girl (Autoren: Jerry Leiber, Artie Butler)               | 1964 | Original: Alvin Robinson (1964) Coverversionen: Beth Brown; Deja Blue; The Rolling Stones (1965), The Ad-Libs (als “I’m Just a Down Home Girl”) (1965), The Astronauts (1965), The Entertainers (1965), Felder’s Orioles (1965), The Bushmen (aufgenommen 1965, veröffentlicht 1998), The Liverbirds (1966), The Mersey Sounds (1967), The Coasters (1968), The John Dummer Blues Band (aufgenommen 1970, veröffentlicht 1995), Fat (1976), Music Express (1976), Nazareth (1976), Fustukian (1978), The Johnies (um 1990), The Radiators (1992), Roy Rogers (1993, Liveversion 2004), Taj Mahal (1993), The Fudds (1994), Li’l Georgie & the Shufflin’ Hungarians (1994), Earl Green (1996), Megawatt Blues Crushers (1996), Andre Williams (1996), Tom Newman (1997), Stan the Man Bohemian Blues Band (1998), Big Daddy O (2001), Rock Bottom & Ben Waters (2001), The Breadmakers (2002), Cosmo St. Clair (2002), The Mustangs (2002), The Mummies (2003), Tom Petty & the Heartbreakers (2003), Nic Armstrong & the Thieves (2003), Fiona Boyes (als “Down Home Gal”) (2003), Trent Summar (2003), Taylor Grocery Band (2003), Bluebirds (2004), The Chimney Brothers (2004), Herald Nix (2004), Craig Nuttycombe (2004), Mark Karan’s Buds (2005), Delta Wires (2005), Swingadelic (2005), Troy, Mattacks & Brown (2005), Bill Wyman’s Rhythm Kings (2005), Old Crow Medicine Show (2006), Duane Schurb (2006), The Spectones (2006), The Doughboys (2007), The Privates (2007), Bigfoot Bob & the Toe Tappers (2008) französische Version “Pour être à toi” (Text: Claude Righi) Ronnie Bird (1965) italienische Version “Non hai capito” I Barabba (1966) |
| Down in Mexico                                                     | 1956 | Original: The Coasters (1956) Coverversionen: Champ Butler (1956), Ella Mae Morse (1956), Bobby Short (1958), The Boston Crabs (1965), Simon Stokes & the Nighthawks (1968), Carl Simmons (1974), Terry Melcher (1976), Deja Voodoo (1985), Kaleidoscope (1990), Killer Joe (1991), Peter Lamson (1993), Ronnie Dawson (1994), Gumbo Ya Ya (1998), Carlos & the Bandidos (2003), Jed Clayton & the Rockabouts (2003), Manfred Mann (2004), Haywood Gregory (2005), Jim Doval & the Gauchos (2007), Death Proof Pimps (2008) |
| The Draw                                                           | 1961 | Sherman & the Teenagers (1961) |
| Drinkin' Fool                                                      | 1953 | Big John Greer (1953) |
| Drip Drop                                                          | 1958 | Original: The Coasters (1958, US 58) Coverversionen: Fred Bentley & the Jayhawkers; Dion (1963), The Persuasions (1970), Rocky Sharpe & the Razors (1976), Mint Juleps (1985), Vocal Point (1993), Charm (1995), Steady Rollin’ Bob Margolin (1995), U.S Army Airborne (Run to Cadence With…) (1998), Memory Lane (1999), Frankie & the Fashions (2001), A Perfect Blend (2001), Tatsuro Yamashita (2001), Bill Pinkney’s Orioles (live 2001), Bill Pinkney (2004), Touch-Me-Nots (2007), Wayne Foret (2007) |
| Drums                                                              | 1961 | Original: Kenny Chandler (1961) Coverversion: Jay and the Americans (1962) |

## E
| Lied                                         | Jahr | Interpreten |
| -------------------------------------------- | ---- | --- |
| Easyville (Autoren: Leiber, Stoller, Bernal) | 1954 | Gil Bernal (1954) |
| Everybody’s Woman                            | 1968 | The Coasters (1968) |
| Every Minute of the Day                      | 1956 | Original: Frankie Marshall (1956) Coverversionen: The Diamonds (1956), Margie Rayburn (1956), Sanford Clark (aufgenommen 1957, veröffentlicht 1986) |

## F
| Lied                                                                        | Jahr | Interpreten |
| --------------------------------------------------------------------------- | ---- | --- |
| Falling                                                                     | 1959 | Original: Sammy Turner (1959) Coverversionen: Smokey Joe’s Cafe Original Cast (1995) |
| Famous Last Words                                                           | 1957 | Julius LaRosa (1957) |
| Fancy Meeting You Here                                                      | 1955 | The Cheers (1955) |
| Fannie Lou                                                                  | 1956 | Frankie Marshall (1956) |
| Farewell                                                                    | 1954 | Original: Willy & Ruth (1954) Coverversionen: Bob Santa Maria (1954, als “Farewell, Farewell”), Connie Russell (1995, als “Farewell, Farewell”) |
| Fast Women & Sloe Gin                                                       | 1953 | Jimmy Witherspoon (1953) |
| Feels so Good (Autoren: Leiber, Stoller, Ralph F. Palladino, John Sembello) | 1974 | Dino & Sembello (1974) |
| Finders Keepers                                                             | 1956 | The Crescendos (1956) |
| Flesh, Blood and Bones                                                      | 1952 | Little Esther (1952) |
| Flip Our Wigs                                                               | 1953 | Milt Trenier (1953) |
| Flying                                                                      | 1967 | Original: Carmen McRae (1967) Coverversionen: Leslie Uggams (1968) |
| Flying Home (Musik: Lionel Hampton, Benny Goodman; Text: Leiber, Stoller)   | 1952 | Original: Amos Milburn (1952) Coverversionen: Chris Connor (1959) |
| Fools Fall in Love                                                          | 1957 | Original: The Drifters (1957, US 69) Coverversionen: Earl Cunningham; The Flaming Stars; The Symphonics; Four of a Kind (1957), Sammy Turner (1959), Valerie Masters (1960), Carla Thomas (1961), Elvis Presley (1966), Telstars (1966), Winston Francis (1969), Jacky Ward (1977), Rocky Sharpe & the Replays (1979), The Keytones (1984), Red Hot Chili Peppers (Bootleg, 1989), Whistle Bait (1990), The Manhattan Rhythm Kings (1991), Jets (1993), Pe-To Bandet med Arnfinn Hanstad (1993), John Pizzarelli (1994), Dennis Brown (1994), Good Rockin’ Tonight (1994), Eddie Higgins (1994), Smokey Joe’s Café Original Cast (1995), J. D. Prentice (um 1996), Queen Bee and the Blue Hornet Band (1997), The Stargazers (1997), Wild Wind (1997), Bob Meyer (1997), Vonda Shepard (1997, Ally-McBeal-Soundtrack), Jennifer Holliday (1998, Ally-McBeal-Soundtrack), The Balladeers (1999), Joe Clearly & the Balladeers (1999), Charlie Shaffer (Instrumental, 1999), Katy Moffatt (1999), Beegie Adair Trio (Instrumental, 2000), Jim Stringer & the Austin Music Band (2001), Doug Jay (2001), Ruby Turner (2001, live), The Mighty Echoes (2003), Sockrow (2003), Encore Duo (Instrumental, 2003), The Spokes (2004), Lucky Strike (2005), Ian Kay & the Accents (2005), All Shook Up Original Cast (2005), Hubbas (aka Jörgen Andersson) (2005), Sugar Minott (2006), The Sky Blue Boys (2006), Crazy Crackers (2006), The Ding Dong Daddios (2006), Dirty Lucy (aka Dietrich Neuman) (2006), Hullabaloo (2007), Just Friends (2008), Rockin’ the Joint (um 2008), Eirik Bergene (2008), The Bobcats (2008), Boppin’ B (2008), Gergory Isaacs (2008) |
| Footsteps                                                                   | 1957 | Tony Travis (1957) |
| Framed                                                                      | 1954 | Original: The Robins (1954) Coverversionen: Phil Gulley (1954), Ritchie Valens (1958), Frank Deaton & the Mad Lads (aka Franklin Deaton) (1962), Alex Harvey & His Soul Band (1964), Bill Haley & His Comets (1969), Lowell George & the Factory (aufgenommen 1969, veröffentlicht 1993), Little Feat (aufgenommen 1969, veröffentlicht 1981), The Sensational Alex Harvey Band (1972), Canned Heat (1973), Jerry Reed (1973), Cheech & Chong (1976, US 41), Burton Cummings (1977), Darts (Medley mit “Riot in Cell Block #9” und “Trouble”, 1977), Squeeler (1979), J. J. Malone & Troyce Key (Medley mit “I’ve Gotta New Car”, 1980), Rob Strong (1986), Top Jimmy & the Rhythm Pigs (1987), Los Lobos (Soundtrack zu La Bamba, 1987), Harry “The Hipster” Gibson (1989), Bluedoo XT (1993), The El Dorados (1993), Jim McCarty Band (1993), Troyce Key and J. J. Malone (1994), Reggie Miles (1995), Albie Donnelly’s Supercharge (1997), Martin Schmitt (1997), Mark Lamarr (Live, 2001), Jim McCarty Blues Band (2002), Rollamp (2004), Jim Preen (2007), Bijou Street Blues Band (2007), Paul Green (2008) |

## G
| Lied | Jahr      | Interpreten |
| --- | --------- | --- |
| Gee Golly | 1958      | The Coasters (1958) |
| Get Him (Autoren: Leiber, Stoller, Berns, Passman)                                                            | 1963      | Original: The Exciters (1963, US 76) Coverversionen: Little Pattie (1965) französische Version “Tiens-le” Les Gam’s (1964), Chris Kersen (1964) |
| Get Off My Wagon                                                                                              | 1954      | Linda Hopkins (1954) |
| The Girl Who Loved the Man Who Robbed the Bank at Santa Fe (And Got Away) (Autoren: Leiber, Stoller, Wheeler) | 1963      | Original: Hank Snow (1963) Coverversion: The Band Who Knew Too Much (2003) |
| Girls, Girls, Girls                                                                                           | 1961      | Original: The Coasters (1963, US 96) Coverversionen: Elvis Presley (1962, Film: Girls! Girls! Girls!), Joe Brown & the Bruvvers (1963), Tony Fontana (1963), Les Gamblers (1963), Jay & the Americans (1963), The Fourmost (1965), The Renegades (1994), The Masons (1999), The Cornell Hurd Band featuring Blackie White (2000), Ac-Rock (2006), Orange (Instrumental, 2007) französische Version Johnny Taylor et Les Strangers (1963) spanische Version “Chicas” Loquillo (1999) |
| The Girls I Never Kissed                                                                                      | 1972      | Original: Arthur Prysock (1972) Coverversion: Frank Sinatra (1986) |
| Gloom and Misery                                                                                              | 1951      | Original: Roy Hawkins (1951) Coverversionen: Ray Charles (1953, als “The Snow Is Falling”), Darrell Nulisch (2003, als “The Snow Is Falling”) |
| Go, Mother, Go (Autoren: Leiber, Stoller, Henderson)                                                          | 1954      | Sam “Highpockets” Henderson (1954) |
| Good (Autoren: Leiber, Stoller, Mann, Weil, Murphy)                                                           | 2005      | William Murphy (2005) Anmerkung: basiert auf dem Song On Broadway |
| Goodbye Stranger (Autoren: Leiber, Stoller, McCoy)                                                            | unbekannt | unbekannt |
| Gunfighter (Autoren: Leiber, Stoller, Wheeler)                                                                | 1965      | Original: Tommy Roe (1965) Coverversion: Jim Ed Brown (1967) |
| Gypsy (Autoren: Leiber, Stoller, Berns, Nugetre)                                                              | 1963      | Ben E. King (1963) |

## H
| Lied                                                             | Jahr | Interpreten |
| ---------------------------------------------------------------- | ---- | --- |
| Happy Little Snapdragon                                          | 1959 | Connie Francis (aufgenommen 1959, veröffentlicht 1994) |
| Hard Times                                                       | 1951 | Original: Charles Brown (1951) Coverversion: T-Bone Walker (1973) |
| The Hatchet Man                                                  | 1955 | Original: The Robins (1955) Coverversionen: Deke Dickerson and the Eccofonics (1999), Casey MacGill’s Blue 4 Trio (2006) |
| Heavenly Blues                                                   | 1959 | King Curtis (1959) |
| Hello                                                            | 1970 | The Phynx (1970, Filmsoundtrack) |
| Hello, Miss Simms (Autoren: Leiber, Stoller, Emanuel)            | 1955 | Garland the Great (1955) |
| Helpless (Autoren: Leiber, Stoller, Dino, Sembello)              | 1974 | Dino & Sembello (1974) |
| Here He Comes (Autoren: Leiber, Stoller, McCoy, Dixon)           | 1961 | Ruth Brown (1961) |
| Here Comes Henry (Autoren: Leiber, Stoller, Motola)              | 1956 | Young Jessie (1956) |
| Hey Mister                                                       | 1953 | Frances Faye (1953) |
| Hey Sexy                                                         | 1958 | Original: The Coasters (aufgenommen 1958, veröffentlicht 1992) Coverversionen: The Clovers (1959, mit verändertem Text als “Lovey”), Robbie Fulks (2004), Eddie Spaghetti (2005) |
| Hey, Superstar (Autoren: Leiber, Stoller, Dino, Sembello)        | 1974 | Dino & Sembello (1974) |
| His Kiss (Autoren: Stoller, Russell)                             | 1964 | Betty Harris (1964) |
| Hollerin’ and Screamin’                                          | 1953 | Little Esther (1953) |
| Holy Moment (Autoren: Leiber, Stoller, Dino, Sembello)           | 1974 | Dino & Sembello (1974) |
| Honey, Can I Put On Your Clothes (Autoren: Leiber, Stoller, Ray) | 1977 | Original: Elkie Brooks (1977) Coverversionen: Barbra Streisand (1978), Audrey Lavine (2000) |
| Hongry                                                           | 1965 | The Coasters (1965) |
| Hound Dog                                                        | 1952 | Original: Willie Mae “Big Mama” Thornton (1953, US 2, UK 2) Coverversionen: Clay Aiken; Cobalt Blue; Ronnie Dawson; Fats and His Cats; Frances Gilvray; George Melly; Sinseki; Earl Songer & His Rocky Road Ramblers; Sylvia Johns (als Teil eines Medleys); Cleve Jackson and His Hound Dogs (1953), Little Esther (1953), Billy Starr (1953), Rufus Thomas (als “Bear Cat”, 1953), Jack Turner and His Granger County Gang (1953), Tommy Duncan and the Miller Brothers (1953), Betsy Gay (1953), Charlie Gore & Louis Innis (als “(You Ain’t Nothin’ but a Female) Hound Dog”, 1953), Eddie Hazelwood (1953), Freddie Bell and the Bellboys (1954), Frank Motley and His Motley Crew featuring Curley Bridges (als “New Hound Dog”, 1954), Elvis Presley (1956), Homer & Jethro (als “Houn’ Dawg”, 1956), Buddy Lucas with Jimmy Carroll and Orchestra (1956), Gene Vincent and His Blue Caps (1956), Johnny Burnette and the Rock ’n’ Roll Trio (1956), Scatman Crothers (1956), Narvel Felts (1956), Lalo Guerrero (als “Pound Dog”, 1956), Terry Noland (aufgenommen 1956, veröffentlicht 1990), Don Rader (aufgenommen 1956, veröffentlicht 1995), Marv Lockard (um 1956), Warren Smith (aufgenommen um 1956, veröffentlicht 1999), Hoosier Hot Shots (1957), Mickey Katz (als “You’re a Doity Dog”, 1957), Les Welch & His Orchestra (1957), Charlie Gracie (aufgenommen 1957, veröffentlicht 2005), The Ink Spots (1958), Owen Bradley (1958), Jerry Lee Lewis (aufgenommen 1958, veröffentlicht 1974), Bob McFadden and Dor (aka Rod McKuen) (1959), Nico Carstens with Cherry Wainer (1959), The Collins Kids (1959), Bob Starr & His All-Starr Band (1959), Chubby Checker (1960), The Leiber-Stoller Big Band (1960), Dickie Valentine (1962), Betty Everett (1963), Col Joye and the Joy Boys (1963), Bryan Keith (aka Keith McCormack and the String-A-Longs) (1963), Pat Boone (1963), Sammy Davis, Jr. (als Teil eines Medleys, 1963), The Chessmen (1964), The Easybeats (1964), Scotty Moore (1964), Chris Farlowe and the Thunderbirds (1964), Heinz & the Wild Boys (aka Heinz Burt) (1964), Dale Wright (aufgenommen 1964, veröffentlicht 1989), Little Richard and Jimi Hendrix (aufgenommen um 1964, veröffentlicht 1972), The Everly Brothers (1965), Junior Wells (1965), Al Caiola (Instrumental, 1965), Eddie Boyd with Willie Mae “Big Mama” Thornton (aufgenommen 1965, veröffentlicht 1994), Duffy Power (aufgenommen 1965–1967, veröffentlicht 2002), The Surfaris (1966), Little Richard (aufgenommen 1966, veröffentlicht 2004), Utopia (1967), Jimi Hendrix Experience (1967), Chuck Jackson (1967), Dirty Blues Band (1967), Vanilla Fudge (1968), Gene and the Gents (1968), Jeanette Williams (1969), Nat Stuckey (1969), Dale Hawkins (1969), Tom Jones (1969), Calliope (1968), Catfish (1969), Plastic Penny (1969), Mack Vickery (als Teil eines Medleys, 1970), Bobby Crafford (aufgenommen 1970, veröffentlicht 1990), James Burton (1971), Ruby Andrews (1971), Van Morrison (Bootleg, 1971), Walter “Shakey” Horton (1972), Conway Twitty (1972), Miguel Rios (1972), John Lennon (aufgenommen 1972, veröffentlicht 1986), John Entwistle (1973), Sherbet (1973), Sha Na Na (1973), James Booker (aufgenommen 1973, veröffentlicht 1997), Burl Ives (1974), Growl (1974), Bloodstone (Medley mit “Searchin’” als “Moulded Oldies”, 1974), Uriah Heep (als Teil eines Medleys, 1974), Herman Brood (1975), The Osmonds (als Teil eines Medleys, 1975), The Spinners (als Teil eines Medleys, 1975), Puhdys (1976), Vince Eager (1976), The Nighthawks (aufgenommen um 1976, veröffentlicht 1995), The London Festival Orchestra (Dirigent Werner Müller) (1977), Johnny Farago (1977), Billy “Crash” Craddock (1977), Roberto and Erasmo Carlos (als Teil eines Medleys, 1977), Bob Riedy Blues Band (als Teil eines Medleys, aufgenommen 1978, veröffentlicht 2003), Demetrio Stratos, Mauro Pagani and Paolo Tofani (1979), Raggedy Ann and the Raggedy Rollers (1980), The Attitude with Little Richard (1980), Mini-Pops (als Teil eines Medleys, 1981), Big Time Sarah (1982), Rockin' Dopsie & the Cajun Twisters (1982), Stray Cats (1983), Tales of Terror (1984), Andrew Sixty (1984), Luis Miguel (als Teil eines Medleys, 1984), Carl Perkins (1985), Ricky and the Rockets (1988), The Tielman Brothers (veröffentlicht 1988), The Royal Artillery Alanbrooke Band (als Teil eines Medleys, 1988), Electric Love Muffin (1989), Eric Clapton (1989), Bon Jovi, Cinderella, Бригада С und Klaus Meine (1989), The Residents (1989), Eddie Clearwater (1990), P. D. Q. Bach (1991), Arthur Brown and Jimmy Carl Black (1991), El Vez and the Memphis Mariachis (als “(You Ain’t Nothin’ but A) Chihuahua”, 1991), Frank Zappa (1991), Jeff Beck & Jed Leiber (Instrumental, 1992, Honeymoon-in-Vegas-Soundtrack), Willie and the Poor Boys (als Teil eines Medleys, 1992), Kathi McDonald with Mark Riley and Nick Vigarino (1993), Koko Taylor (1993), Tiny Tim (als Teil eines Medleys, 1993), Marva Wright (1993), The 101 Strings (1994), Bryan Adams (1994), Jesse Lee Jones (1994), Cosmo Alpha (als Teil eines Medleys, 1994), Linda Hornbuckle with No Delay (1994), Scott Henderson (1994), Regency (1994), Link Wray (veröffentlicht 1994), Acetone (1995), Are You Lonesome Tonight? Original Cast (1995), The Countdown Singers (1995), Celinda Pink (1995), Smokey Joe’s Cafe Original Cast (1995), The Susan Tedeschi Band (1995), Thee Waltons (1995), Stan Urban (1995), Big Time Sarah and the BTS Express (1996), Aron Burton (1996), Blodwyn Pig (1996), Dick Rivers (1996), Palolo (als Teil eines Medleys, 1996), Marla BB (1997), Rita Chiarelli (1997), Miranda Louise (1997), Hank Marvin (1997), Billy Swan (1997), Quartette Indigo (Instrumental, 1997), Jive Bunny (als Teil eines Medleys, 1997), Tomoyasu Hotei (als Teil eines Medleys, 1997), All the King’s Men with Johnny Earle (als Teil eines Medleys, 1997), Philip Gardelli (1998), James Last (1998), The Party People (1998), The Starlite Orchestra & Singers (1998), Jimmy Ellis (aka Orion) (1999), David Grisman, John Hartford and Mike Seeger (als “Hound Dawg”, 1999), The Lord Lucan Quartet (1999), Twiztid with Insane Clown Posse and Blaze (1999), The Hoppettes (als Teil eines Medleys, 1999), Jimmy Barnes (2000), Etta James (2000), The Music for Little People Choir (2000), Nine Inch Elvis (2000), Stan the Man’s Bohemian Blues Duo (2000), Status Quo (2000), T.E.E.N. Plague Rave-Rock-Revue (aka Bryan “Rodney” Dunn) (2000), Agents & Jorma Kääriäinen (2001), Drawback Slim (2001), Blue (2002), The Willy DeVille Acoustic Trio (2002), Meg Eisenbery (2002), King Junior (2002), Albert King (2002), Peter Tork & Shoe Suede Blues (2002), Ricky Norton (als Teil eines Medleys, 2002), Amybeth & the Hound Dogs (2003), Kenjiklay (2003), Bob Manning and the Wildcats (2003), Robert Palmer (2003), The Re-Bops (2003), Toby and the Boys Blues Band (2003), Top of the Hill (2003), Ted Williams, Teddy Pat & Oliver (2003), Chas & Dave (als Teil eines Medleys, 2003), 4:2:Five (2004), Commonbond (2004), Robbie Ducey Band (2004), Macy Gray (2004), Lady Elvis (aka Dawn Anita Plumlee) (2004), Michel Montecrossa (2004), Kenny Palyola (2004), Raggs Kids Club Band (2004), The Rocky Mountain Singers (2004), Al Smyth (2004), Two Time Polka (2004), The Knudsen Brothers (als Teil eines Medleys, 2004), All Shook Up Original Cast (2005), Creole Zydeco Farmers (2005), The Hoppers (2005), Porterhouse Bob (2005), TPH (2005), Smokey Greenwell (Instrumental, 2005), 57 Heavy (2006), Black Hills Country Band (2006), Terry Buchwald (2006), David Henderson (2006), Cadillac Kolstad (2006), Mudfork Blues (2006), The Shakedowns (2006), Robert Shaw and the Lonely Street Band (2006), Christer Sjögren (2006), Kathy Wall (2006), The Grassmasters (Instrumental, 2006), The Instrumental Orchestra (Instrumental, 2006), 3 Redneck Tenors Original Cast (2007), Joe Brown (2007), Shawn Camp and Billy Burnette (2007), Robert Soup Campbell (2007), Cyrus Chestnut (2007), Wild Billy Childish and the Friends of the Buff Medway Fanciers Association (2007), Marty Friedman (2007), The Johnny Nocturne Band (2007), Tony Ray (2007), RJ (2007), Rick Saucedo (2007), Tie Toe Topic (2007), Teddy Boys (als Teil eines Medleys, 2007), The Waltons (als Teil eines Medleys, 2007), The Sam Lay Blues Band (als Teil eines Medleys, 2007), Jimmy Carl Black (2008), Disco Elvis (2008), The Hiptones (2008), Kingsize (2008), The Magic Time Travelers (2008), Maximum Party Band (2008), James Taylor (2008), Teeny Tucker (2008), Graham Dalby and the Grahamophones (als Teil eines Medleys, 2008), Isartaler Hexen (als Teil eines Medleys, 2008); deutsche Version “Das ist Rock and Roll” Rock and Rollers (1957) deutsche Version “Heut geh’ ich nicht nach Hause” Ralf Bendix (1957) Version auf Schwyzerdütsch “Souhung” Züri West (1990) französische Version “Un vieux chien de chase” Lucky Blondo (1977) portugiesische Version “Hot-Dog” Angela Ro-Ro (1984) spanische Version “Perra Boba” Aurelio Morata (1999) spanische Version “Twist Del Perro” Los Rogers (1961) spanische Version “Sabueso” Dyno y los Solitarios |
| Hot Dog [Version I]                                              | 1956 | Young Jessie (1956) |
| Hot Dog [Version II]                                             | 1957 | Original: Elvis Presley (1957, US 2, UK 2) Coverversionen: Kingalings (1993), Lucky Strike (2003), Mike Sanchez with Knock-Out Greg & Blue Weather (2003) |
| Humphrey Bogart                                                  | 1978 | Original: Joan Morris & William Bolcom (1978) Coverversion: Ian Whitcomb (1981) |

## I
| Lied                                                                             | Jahr | Interpreten |
| -------------------------------------------------------------------------------- | ---- | --- |
| I (Who Have Nothing) (Musik: Donida; Text: Leiber, Stoller)                      | 1963 | Original: Ben E. King (1963, US 29) Coverversionen: Shirley Bassey (1963), Dee Dee Warwick (1964), The Dave Bridge Trio (1964), Rob E. G. (Robert George “Robie” Porter) (1964), Petula Clark (1965), Normie Rowe (1965), Druids of Stonehenge (1966), The Galaxies (1966), The Spectres (1966), Roberto Cardinali (1967), Terry Knight & the Pack (1967, US 46), The Righteous Brothers (1967), Leslie Uggams (1967), Linda Jones (1968), Little Milton (1968), Mighty Sam McClain (1969), Tom Jones (1970, US 14), Liquid Smoke (1970, US 82), Warhorse (1971), Roberta Flack & Donny Hathaway (1972), Cockney Rebel (1974), Hodges, James & Smith (1975), Jimmy Helms (1975-77), John Edwards (Spinners) (1976), Brenda & Herb (1978), Robert Guillaume (1978), Sylvester (1979, US 40), Gladys Knight & the Pips (1979), Midnight Blue (1980), Manfred Mann’s Earth Band (1982), Luther Vandross & Martha Wash (1991), Neil Diamond (1993), When People Were Shorter and Lived Near the Water (1993), Smokey Joe’s Café Original Cast (1995), Lee Towers (1995), Alan Haven (1997), Rene Froger (1998), Miss B featuring Maxine Barrie (1998), Sanchez (1998), Djola Branner (Sylvester tribute) (2000), Heather Small (live, 2001), Holly Wynnette (2001), Jedi Mind Tricks (2003), Dom Minasi (2004), Roscoe Robinson (2004), Joe Cocker (2005), Jah Skerta (2005), Béat Kaestli (2005), Lil Rob (als “I Who Have Nothing (But I Have Respect)”, 2005), Dirty Lucy (aka Dietrich Neuman) (2006), Jordin Sparks (American Idol) (2007, US 80); weitere Interpreten: Aurelian Andreescu; Richard Anthony; Baron; Donald Butler & the Bahama Islanders; Melody Beecher; The Chambers Brothers; The Countdown Singers; The Crescendoes; David Monte Cristo; Pat Dahl; Tony Dalli; Kal David & the Real Deal with Lauri Bono; Jackie Edwards; Fax-U featuring Debbie McKenna; Phillip Frazer; The Freeloaders; Roosevelt “Rosey” Grier; Norman Gunston; Lionel Hampton; Jane Harrison; Herbal Remedy; Peter Jöback; John Jones; Eden Kane; Legendary Raw Deal; IJahMan Levi; Little Ray; Humphrey Lyttelton; Liza Minnelli; The Monx; Derrick Morgan; Nellie (Reggae-Version); Nat Riggins; Jackie Ross; Rouvaun; The Scouts; The Searchers; S. E. X. Welsh Rock; The Shaggs; The Sheltons; Society of Seven; Andy Star & the Stripes; Starbuck & the Rainmakers; Status Quo; Mark Stein & the Pigeons (pre-Vanilla Fudge); The Tams; Vic Taylor; Nicky Thomas; Toi et moi; Roger V.; The VII Emotions; Vanilla Fudge; David T. Walker; Junia Walker; Dave Wells & the Four Winds; Ernie Englund (Instrumental); Susan & the Surftones (Instrumental); Mickey Tucker (Instrumental); Theo Vaness (Teil des Medleys “Back to Music”); deutsche Version “Ich habe niemand” Renate Pichler jugoslawische Version “Nikad Nisam Imao Ništa” Crveni Koralji (1970) spanische Version “Hoy no tengo nada” Shirley Bassey (1963) Anmerkung: Im Original ein italienisches Lied mit dem Titel Uno dei tanti (Musik: Carlo Donida; italienischer Text: Giulio „Mogol“ Rapetti) |
| I Ain’t Gonna Mambo                                                              | 1955 | Betty Jean Morris (1955) |
| I Ain’t Here                                                                     | 1975 | Original: Carmen McRae (1975) Coverversionen: Peggy Lee (aufgenommen 1975, veröffentlicht 200?), Joan Morris & William Bolcom (1978) |
| I Can’t Hear a Word You Say                                                      | 1959 | Ruth Brown (1959) |
| I Can’t Say No                                                                   | 1963 | Myrna March (1963) |
| I Cry                                                                            | 1951 | Linda Leigh (1951) |
| I Keep Forgettin’                                                                | 1962 | Original: Chuck Jackson (1962) Coverversionen: Myrna March (1963), The Hi-Fi’s (1964), The Artwoods (1964-67), Ray Coussins (1965), The Easybeats (1967-68), Procol Harum (1975), Ringo Starr (1983), David Bowie (1984), Smokey Joe’s Café Original Cast (1995), Jerry Williams (1996), The Red Hot Cancers featuring Thierry Gondet (1997), Leo Sayer (live, 2001), Joe Cocker (2005), Lulu (2005) französische Version “J’oublie toujours” The Red Hot Cancers featuring Thierry Gondet (1997); weitere Interpreten: Long John Baldry; Roger Chapman & the Shortlist; Checkmates, Ltd.; Christine Collister; Restless; Thornton Sisters; Two Timers; Howard Werth |
| I Keep Forgettin’ (Every Time You’re Near)                                       | 1982 | Original: Michael McDonald (1982) Coverversionen: The John Tesh Project (1995), Dave Hollister (1999), Yana Johnson (1999), Umphrey’s McGee (live) (2005–2006); weitere Interpreten: Chet Atkins mit Michael McDonald (live), Coco Budda, Luce Dufault, Patti LaBelle, Brian Lenair, Ray, Goodman & Brown, Bunny Rugs, Winston Benet Project (Instrumental), Le Valedon (Instrumental) |
| I Must Be Dreamin’                                                               | 1955 | Original: The Robins (1955) Coverversionen: The Cheers (1955); The Hilltoppers (1958) |
| I Only Want Some                                                                 | 1960 | Original: Chris Connor (1960) Coverversionen: Götz Alsmann; Louise Baranger Big Band featuring Frank Sinatra, Jr.; Shirley Bassey; David McLeod; John Pizzarelli; Irene Reid; Pinky Winter |
| I Remember                                                                       | 1975 | Original: Peggy Lee (1975) Coverversionen: Joan Morris & William Bolcom; Guilherme Vergueiro (Instrumental) |
| I Shall Not Fail                                                                 | 1955 | The Honey Bears (1955) |
| I Smell a Rat                                                                    | 1954 | Original: Willie Mae “Big Mama” Thornton (1954) Coverversionen: Young Jessie |
| I Still Love You                                                                 | 1956 | Ruth Brown (1956) |
| I Want to Be Free                                                                | 1957 | Original: Elvis Presley (1957) Coverversionen: The Honeycombs (1964), Con Archer (1971), Robert Gordon with Link Wray (1978), Mina (1990), Bobby Bright & Laurie Allen (1997), Tom Green (2006); spanische Version “Quiero ser libre” Los Teen Tops (1959), Pablo Ruiz (1993) |
| I Want to Do More                                                                | 1955 | Original: Ruth Brown (1955) Coverversionen: Mike Sanchez (2001), Candye Kane (2005) |
| I’ll Be Right On Down                                                            | 1953 | Jimmy Witherspoon (1953) |
| I’ll Be There (Originaltext und Musik: Leiber, Stoller, King; neuer Text: Jones) | 1961 | Damita Jo (1961) |
| I’ll Remember You                                                                | 1964 | Jay & the Americans (1964) |
| I’m a Hog for You (Baby)                                                         | 1959 | Original: The Coasters (1959) Coverversionen: The Innocents (1961), Freddie & the Dreamers (1963), Erky Grant & the Earwigs (1963), The Ravens (1963), The Cool Cats (1964), The Misfits (1964), Billy Thorpe & the Aztecs (1965), The Siegel/Schwall Band (1974), The Profits (1978), Kate Taylor (1979), Living Earth (1988), Supercharger (1992), The Kaisers (1993), The Nighthawks (1993), Pork (1994), Guy Forsyth (1995), Dr. Feelgood (1998), Skeeter Brandon and Highway 61 (1999), Toni Brown (1999), Funkmasters (2001), The Grateful Dead (2001), The Morells (2001), Chas & Dave (Teil eines Medleys, 2003), The Blank Brothers (2004); weitere Interpreten: Blue Rhythm Diplomats; Mary-Ann Brandon; Steve Callif; Canned Heat; The DeeJays; Dumpy’s Rusty Nuts; The German Bonds; Groupies; Hi Fi & the Roadburners; Johnny & the Copycats; Jr. Cadillac; Kaleidoscope; David Lindley & El Rayo-X; The Persuasions; Purpose; Renegades; Screaming Lord Sutch; The Surfaris; King Uszniewicz & His Uszniewicztones; Marty Wilde; The Youngbloods |
| I’m a Woman                                                                      | 1962 | Original: Peggy Lee (1962) Coverversionen: Christine Kittrell (1962), Fontella Bass (1965), The Coasters (1968, als “She Can”), Jodie Drake (1972), Fancy (1974), Maria Muldaur (1974), Natalie Lamb (1979/1994), Reba McEntire (1979), Bertice Reading (1980), Freda Payne (1994), Rue de Blues (1996), Vonda Shepard, Jane Krakowski, Lisa Nicole Carson (1997, Ally-McBeal-Soundtrack), Kate Dimbleby (2000), Bonnie Langford (2000), Vonda Shepard, Jane Krakowski, Dame Edna Everage (2001, Ally-McBeal-Soundtrack), Nanette Workman (2001), Jane Monheit (live, 2001), Jodi Stevens (2002), Lehua (2002), Heather Bishop (2003), Terraplane Blues (2004), The Hit Crew (2005), Bette Midler (2005), Smokey Joe’s Café Original Cast (2005); weitere Interpreten: Lezlie Anders; Natalie Cole (live); Jenny Darren; Sammy Davis, Jr. & Count Basie (als “She’s a Woman”); Alexis Donnelly; Judy Dunlop & Jon Scaife; The Follen Angels; Jim Kweskin & the Jug Band with Maria Muldaur (1970); Marilyn Maye; Mindy Simmons; Sylvia Vrethammar; finnische Version “Vain naisen” Ami Aspelund (1976), finnische Version “N.A.I.N.E.N.” Riikamaria Paakkunainen (1998), französische Version “Je suis une femme” Maria Vincent (um 1965), tschechische Version “Máme Ten Úděl” Iveta Bartošová (1994) |
| I’m Stuck on You (Autoren: Leiber, Stoller, McPherson, Silvester, Simmons)       | 1965 | The Poets (1965); The Insiders (1966) Anmerkung: War 1965 B-Seite der ersten Single von McPherson, Silvester und Simmons alias The Poets; ein Jahr später wurde das Lied zur A-Seite und das Trio zu The Insiders; ab 1969 nannten sie sich The Main Ingredient |
| Idol with the Golden Head                                                        | 1957 | Original: The Coasters (1957) Coverversionen: The Persuasions (1973), David Bromberg Band (1976), The Gories (1992); Leon Russell (als Teil eines Medleys, 1973); Wolfman Jack |
| If It’s the Last Thing I Do                                                      | 1956 | Frankie Marshall (1956) |
| If Teardrops Were Kisses                                                         | 1955 | The Robins (1955) |
| If You Don’t Come Back                                                           | 1963 | Original: The Drifters (1963) Coverversionen: The Others (1964), The Undertakers (aka The ’Takers) (1964), Toni McCann (1966?), The Thoughts featuring Peter Becket (German TV video, 1967), Gary Walker & the Rain (1968), T-Bone Walker (1973), Elvis Presley (1973), The Nighthawks (1986), The Sensational Epics (2002); weitere Interpreten: The Blues Project (live); The Rattles; Kris Ryan & the Questions |
| Is That All There Is?                                                            | 1968 | Original: Leslie Uggams (1968) Coverversionen: Dan Daniels (1968), Leslie Uggams (1968), Tony Bennett (1969), Kathy Kirby (1969), Peggy Lee (1969), Norrie Paramor (1969), Maxine Brown (1970), Ferrante & Teicher (Instrumental, 1970), Guy Lombardo & the Royal Canadians featuring Ty Lemley (1970), Jim Bailey (Peggy-Lee-Imitator, 1972), Joan Morris & William Bolcom (1978), The Sven Libaek Orchestra (1979), Cristina (zensierte Version, 1980), Hermine (1982/2007), Tommy Körberg (1990), Walt Weiskopf (Instrumental, 1990), Alan Price (zum Film Is That All There Is?, UK 1992), The Bobs (1994), Kaye Ballard (1995), P. J. Harvey & John Parish (1996), Kennedy Jenson (1997), Tim Fischer (1997), Sandra Bernhard (1998), The Hix (1998), Little Jack Melody and His Young Turks (1999), Connie Evingson (1999), Dorothy Squires (1999), Kate Dimbleby (2000), Michael Ball (live, 2001), Murray Head (2001), Sally Kellerman (live, 2001), Anne Hampton Callaway (2002), Firewater (2003), Heather Bishop (2003), Johann Sebastian Bork (Parodie, 2003), Chaka Khan (2004), Susannah de Wrixon (2005), Bette Midler (2005), Amanda Lear (2006), Hope Davis (Soundtrack The Nines, 2007); weitere Interpreten: Lezlie Anders with Buddy Greco and the UNLV Jazz Ensemble; Julie Andrews & Carol Burnett; Mary Foster Conklin; Alexis Donnelly; The Follen Angels; Ron Frangipane (Instrumental); Giant Sand; Peggy Hayes with the Bob Merrill Quartet (live, Peggy Sings Peggy tribute concert); Jerry Leiber & Mike Stoller (Original-Demoversion); The Midnight Voices; Eric Miller & His Orchestra; Sidney Miller; Marcia Mohr (unveröffentlicht); Christian Morin (Instrumental, als “Paradis mélodie”); Octavia Cup Dance Theatre; Mindy Simmons; Swing Set; Jan Werner (live); Zen for Primates; dänische Version “Er det virk’lig alt?” Grethe Mogensen (1970) deutsche Version “Wenn das alles ist?” Hildegard Knef (1972) deutsche Version “Tut denn das so weh” Mary Roos finnische Version “Sen pituinen se?” Carola Christina Standertskjöld-Liemola (aka Carola) (1970) französische Version “Si ce n’est que ça?” Sacha Distel (1974) französische Version “Ça n’était que ça?” Murray Head (2001) italienische Version “È poi tutto qui?” Ornella Vanoni (1971) italienische Version Leopoldo Mastelloni niederländisch-englische Version Paul de Leeuw (Parodie) niederländische Version “Meer is ’t niet” Martine Bijl (1970) niederländische Version “Mestreechs is neet breid” Benny Neyman schwedische Version “E’ de’ sa de’ e?” Lill Lindfors |
| Is This Goodbye?                                                                 | 1954 | Linda Hopkins (1954) |
| It                                                                               | 1953 | Jimmy Witherspoon (1953) |
| It’s a California Christmas                                                      | 1995 | Corky Hale (1995) |
| It’s a Miracle                                                                   | 1954 | The Honey Bears (1954) |
| It’s Been so Long                                                                | 1959 | Jo Stafford (1959) |
| It’s My Turn to Cry (Autoren: Leiber, Stoller, Garfield)                         | 1962 | Jay & the Americans (1962) |
| It’s so Exciting                                                                 | 1963 | The Exciters (1963) |
| I’ve Got Them Feelin’ Too Good Today Blues                                       | 1970 | Original: The Phynx (1970, Soundtrack) Coverversionen: Peggy Lee (1975), Joan Morris & William Bolcom (1978); weiterer Interpret: Mandy Patinkin |

## J
JACK-O-DIAMONDS
Jacki Fontaine
(1954)
Ruth Brown
(1959)
JACKSON
Billy Edd Wheeler
(1963)
(Leiber, Wheeler)
ADZ
(1999)
Audrey Auld & Dale Watson
(2000)
Mary B & Paul Gallagher
Bobby Bare & Skeeter Davis
Mandy Barnett & Chuck Mead
(2002)
The Blue Jays (Justin Hayward & John Lodge of The Moody Blues)
Bongos, Bass & Bob
Brakes with Liela Moss (of The Duke Spirit)
(2005)
Carlene Carter & Ronnie Dunn
(2007)
Johnny Cash & June Carter
(1967)
Albert Coleman’s Atlanta Pops
The Countdown Singers
(2000)
Jimmy Dean & Dottie West
Els Dottermans & Wim Opbrouck (in Dutch, as “Menen”)
(2007)
Robert Demontigny & Claude Valade
(1967)
P. Paul Fenech
(2006)
Lester Flatt & Earl Scruggs
(1965)
Frontier Trust
Merle Haggard (as part of medley)
(1970)
The Heaves
Hem
(2004)
J.C.P. feat. Gordon Griffin
Wanda Jackson & Mike Post
Cledus “T.” Judd (parody as, “Jackson (Alan, That Is)”)
(1996)
The Kingston Trio
(1963)
Legendary Raw Deal
(2006)
Jerry Lee Lewis & Linda Gail
(1987)
Chris Livesay & Sheelagh Harka
(2001)
Charlie McCoy
(1968)
Moonshine Willy
(1996)
Johnny & Jonie Mosby
(1969)
Weldon Myrick
Pansy Division
(1995)
Carl Perkins & Rosanne Cash
(2006)
Joaquin Phoenix & Reese Witherspoon (soundtrack, Walk the Line)
(2005)
The Pleasure Barons, feat. Country Dick Montana & Caren Abrams
(1993)
Popa Chubby
(2003)
Boots Randolph
(1968)
Jenny Rock (in French, as “Québec”)
Rumbleseat
(1998/2002)
Nancy Sinatra & Lee Hazlewood
(1967)
Bobby Solo
(2004)
Red Sovine & Jean Shepard
Carola Christina Standertskjöld-Liemola (aka Carola) and Lasse Mårtensonin
(in Finnish, as “Mä Lähden Stadiin”)
The Stars at Studio 99
April Stevens & Nino Tempo
Supercountry (Jimmy & Jacky)
Trucker Up
(2006)
Vortex
Porter Wagoner & Pamela Rose Gadd
(2004)
Jerry Williams
(1996)
Phil Wilson (ex-June Brides)
(1991)
JAILHOUSE ROCK
Elvis Presley
(1957)
Abrasive Wheels
(1983)
Paco Aguilera (in Spanish, as “El Rock De La Cárcel”)
Clay Aiken
Jerome Alexander w/Jay-Ray & Gee
All Shook Up Original Cast
(2005)
All The King’s Men featuring Johnny Earle (in Elvis medley)
(1997)
The Alleycats
(1996)
Alta Tension (in Spanish, as “Rock de la Carcel”)
Cliff Anderson (+Hound Dog)
Anti-Heros
(1985)
Are You Lonesome Tonight? Original London Cast
(1995)
Johnny Bach & The Moonshine Boozers
Banner Of Thugs
(2002)
The Jeff Beck Group w/Rod Stewart
(1969)
Black Paul (as part of “The King In Black Disco” medley)
(1977)
Burt Blanca (in French, as “Le Rock Du Bagne”)
The Blues Brothers
(1980)
Blues Busters
(1984)
Michael Bolton & Carl Perkins
(1994)
The Box Tops (as part of medley)
Jimmy Breedlove
Bronco Bob
(2003)
Chris Brown (“Movies Rock” 2007)
Brownsville Station
(1969)
Bugs Bunny & Friends
Eric Burdon & The Animals
(1966/1990)
Butterfly Kids (as “The Jailhouse Rocked”;
Christian adaptation, not credited!)
(2003)
C.C. Productions (masquerading as The Blues Brothers)
Roberto Cacciapaglia
Cagey Strings
(2006)
Shawn Camp And Billy Burnette
(2007)
Trent Carlini
(1997)
Dean Carter
(1967)
Nick Carter & Mark J. Dye
(1991)
David Cassidy (as part of medley)
(1974)
The Castaway Strings (instrumental)
Adriano Celentano
Les Champions (in French, as “Le Rock Du Bagne”)
James Chance & The Contortions
(1978/1994)
The Chandeliers (instrumental)
Marshall Chapman
(1995)
Zommander Cody & His Lost Planet Airmen
(2003, 2005)
Colin Cook & The Strangers
(1964)
Alice Cooper
(1999)
Matthew Cadillac Cooper with The Curtis King Band
(2003)
Ronnie Cord
(1960)
Cosmo Alpha (as part of medley)
(1994)
Johnny Cougar (aka John Mellencamp)
(1976)
Coven
(1972)
Billy “Crash” Craddock
The Cramps
(1990)
Crazy Crackers
(2003)
Zuarteto Imperial (in Spanish, as “Rock De La Cárcel”)
D Is For Dragster
Ronnie Dawson
unknown
Johnny Dollar
(1958)
Done Again
Daniel Donoso
Dread Zeppelin
(1991)
Zubrider
Beth Dyan
(2002)
Vince Eager
(1976)
Chris Evans (in French, as “Le Rock Du Bagne”)
Shaky Everett
(2001)
Fandango USA
Johnny Farago
(1977)
Flash Cadillac
Flash 5 (in Spanish, as “Rock De La Cárcel”)
Fleetwood Mac
Jesse Garon
Steve Gibbons (live DVD)
(2005)
Los Gibson Boys con Manolo Muñoz (in Spanish, as “Rock De La Cárcel”)
Dusty Glass
Glen Glenn
Irwin Goodman (as “Kalteri Twist”)
Graceland Mafia
The Grassmasters (instrumental)
(2006)
Tom Green
(2006)
Norman Gunston
Enrique Guzmán (in Spanish, as “Rock De La Cárcel”)
Enrique Guzmán Y Grupo Nahuatl (in Spanish, as “Rock De La Cárcel”)
(1974)
Bobby Hachey
Merle Haggard
(1977)
The Ray Hamilton Orchestra (instrumental)
The Hammersmith Gorillas
Happy Days Original Cast (Jon Stevens)
(1999)
Hardin & York (as part of medley)
(1970)
Harvey & The Wallbangers
(1984)
Alex Harvey & His Soul Band
(1963?)
Sammy Hawker
Jimmie (aka Jimmy) Helms
Taylor Hicks (American Idol)
The Hoppettes (as part of Elvis medley)
(1999)
The Hound Dogs (aka The Jailhouse Rockers)
The Instrumental Orchestra (instrumental)
Los Iracundos (in Spanish, as “Rock De La Cárcel”)
(1969)
Chuck Jackson
(1967)
The Jailbirds (soundalikes)
Paul James
Jets
Jive Bunny & The Mastermixers
Anders Johansson & Jakob Hydén
(2000)
Johnny (in Finnish, as “Kotihipat”)
Tom Jones (live DVD)
(2001)
The Jordanaires
(1957)
Jussi & The Boys (as “Vankila-Rock”)
(1974)
Jerry Kennedy (instrumental)
(1961)
The King (aka The Tributes)
King Junior
(2002)
Albert King
(2002)
Kingsize
(2008)
The Kool Kats (soundalikes)
Peter Kraus und die Rockies (as “Hafen-Rock”)
(1958)
Lady Elvis (aka Dawn Anita Plumlee)
Miranda Lambert
(2007)
Larry & The Handjive
James Last (as part of medley)
(1998)
Lanzer
Travis Ledoyt (concert DVD)
Andy Lee & Tennessee Rain
Jerry Lee Lewis
(1959); (1971)
The Leiber-Stoller Big Band
The Light Crust Doughboys
(2000)
Lollies
Lone Star (in Spanish, as “El Rock De La Cárcel”)
Los Loud Jets (in Spanish, as “Rock De La Cárcel”)
The Love Brothers
Frankie Lymon
(1958)
George Lynch & Xciter (pre-Dokken)
(1978/2005)
Artie Malvin
(1957)
Ross McManus
(1970)
Meat Loaf (as part of R&R medley)
(1987)
John Mellencamp (soundtrack, Honeymoon In Vegas)
(1992)
Microchips (in Spanish, as “Rock De La Cárcel”)
Luis Miguel (as part of medley in Spanish, as “Rock De La Cárcel”)
(1984)
Mind Garage
(1970)
Mischief!
(2004)
Mister Shook (as interlude on rap compilation)
Scotty Moore
Mötley Crüe
(1987)
Hal Munro
(1958)
The Murmaids (as part of medley)
The Music For Little People Choir
(2000)
The Nashville Playboys
The Nighthawks
(1976-77)
Nine Inch Elvis
(2000)
Danny Noriega (American Idol)
(2008)
The North Star Musicians (instrumental)
(2001)
The Notre Dames
(1999)
Judy Nylon
(1980)
Daniel O’Donnell w/Billy Burgoyne
(2005)
Oysterhead (live at Bonnaroo, 2006)
Lennon Page
(2000)
Michael Paloma & His New York Blues Band
(2004)
Amy Beth Parravano (aka Elvis’ Lil’ Sis)
The Party People
(1998)
The Pelvis
(1997)
Carl Perkins
(1985)
Los Picolisimos (in Spanish, as “El Rock De La Cárcel”)
Eilert Pilarm
Steven Pitman
The Playmates
(1975)
Poison Idea
(1992)
Power Jam All Stars
Elvisini Presliani (operatic parody)
Prince Charles & The City Beat Band
(1984)
Quality Kids
Suzi Quatro (live video)
Que Pasa (in Spanish, as “Rock De La Cárcel”)
Queen (live)
Regency
(1994)
The Replacements (bootleg)
(1983)
The Residents
(2004)
Cliff Richard
Ricky & The Rockets with Sweet Power
(1988)
Miguel Rios (as “El Rock de la Cárcel”)
(1996)
RJ
Earl Robbins
Rockpile
Pablo Ruiz (part of medley, in Spanish, as “Rock De La Cárcel”)
(1993)
Rick Saucedo
(2007)
Kurt Savoy (in Spanish, as “Rock De La Cárcel”)
Helge Schneider
(2007)
Rodney Scott
The Selvis
Sha Na Na (alone, and as medley with “Yakety Yak”)
(1971)
Shark Bait
(1988/1996)
Robert Shaw & The Lonely Street Band
(2006)
Ray Smith
Smokey Joe’s Café Original Cast
(1995)
Spider Murphy Gang (as “Zuchthaus Rock”)
The Spiders
Kevin Spirtas
(2006)
Alvin Stardust
The Starlite Orchestra (instrumental)
Stars On 45
Steamroller
Erika Stucky
Los Super Secos (in Spanish, as
```
“Rock De La Cárcel”)
```

(1964)
Billy Swan (as medley with “King Creole”)
(1997)
Telex
Los Teen Tops (as “El Rock de la Cárcel”)
(1959)
The Gary Tesca Orchestra (instrumental)
The Tornadoes (as part of medley)
TPH
(2002)
Twisted Sister
(1979)
Conway Twitty
(1960)
John Ussery
(1973)
Michael Wendroff
(1978)
Joja Wendt
Eli Whitney
Wild Angels
(1970)
The Wildcats (in Spanish, as “Rock De La Cárcel”)
Jerry Wilson
Edgar & Johnny Winter
Link Wray
(1996)
Los Yaki (in Spanish, as “Rock De La Cárcel”)
Pete York Percussion band
(rec. 1974/rel. 2005)
The Jim Yoshii Pile-Up
(2005)
Zacnorman
ZZ Top
(1975)
JUICY
Willie Bobo
(1967)
(Stoller)
JUMP THE CANYON
Dino & Sembello
(1974)
(Leiber, Stoller, Dino, Sembello)
(SHE’S) JUST ANOTHER GIRL
Mike Clifford
(1962)
JUST LIKE A FOOL
The Robins
(1955)
JUST SAY THE WORD
Frankie Marshall
(1955)
JUST TELL HER JIM SAID HELLO
Elvis Presley
(1962)
Chris Funston & The High Hopes
Gerri Granger (as “Just Tell Him Jane Said Hello”)
(1963)
Tom Green
(1999)
Michael Holm (in German, as “Die Junge Liebe Ist Süß”)
(1963)
Michael McLeavy
(1999)
Olivia Molina (in Spanish, as “Lo Mandé Saludar”)
Jan Rot (as “Just Tell Him Jim Said Hello”)
(1984)
Ray Smith
Robin Starstedt

## K
| Titel                           | Jahr | Interpret                         | Anmerkung                                   | US Pop | US R&B | GB   | DE   | AT | CH |
| ------------------------------- | --- | --------------------------------- | ------------------------------------------- | ------ | ------ | ---- | ---- | -- | -- |
| Kansas City                     | 1952 | Little Willie Littlefield         | als K. C. Loving                            | –      | –      | –    | –    | –  | –  |
| Kansas City                     | 1959 | Wilbert Harrison                  |                                             | # 1    | # 1    | –    | –    | –  | –  |
| Kansas City                     | 1959 | Rocky Olson                       |                                             | # 60   | –      | –    | –    | –  | –  |
| Kansas City                     | 1959 | Hank Ballard                      | mit den Midnighters                         | –      | # 16   | –    | –    | –  | –  |
| Kansas City                     | 1959 | Little Richard                    | Medley mit Hey-Hey-Hey-Hey                  | –      | –      | # 26 | –    | –  | –  |
| Kansas City                     | 1964 | Trini Lopez                       |                                             | # 23   | –      | # 35 | # 39 | –  | –  |
| Kansas City                     | 1964 | Brenda Lee                        |                                             | –      | –      | –    | # 39 | –  | –  |
| Kansas City                     | 1965 | The Beatles                       | Medley mit Hey-Hey-Hey-Hey                  | –      | –      | –    | # 18 | –  | –  |
| Kansas City                     | 1967 | James Brown                       |                                             | # 55   | # 23   | –    | –    | –  | –  |
| Kansas City                     | The Tribute, The Aces, Nancy Adams & The Deer Creek Fundamentalists, Laurel Aitken, Alexys, The Amazing Mets, Los Ángeles Azules, Ann-Margret, Paul Ansell’s No. 9, Ray Anthony, The Applejacks, Atlanta Roots, Cliff Aungier, Debbi Bailes and Her Band, Mickey Baker, Adrian Bal, The Ballroom Band, Count Basie, Javier Batiz Y Los Shakes, The Beagle Boys, Beatles Revival Band, Freddie Bell & The Bell Boys, Walt Benton & The Diplomats, Rod Bernard & Clifton Chenier, Peter Best, Big Al, The Bill Black Combo, Claude Blouin, Blue Touch, Blues Balls, Blues Boyz, Sterling Blythe, Pat Boone, Bob Boyd, Boston Brass, Donald “Boots” Brasseur, David Bromberg, Brother Goose, Blues Gang, Blues Package, Sam Butera & The Witnesses, The Butts Band, Cactus Country Band, Al Caiola, Cameo Blues Band, Ace Cannon, Freddy Cannon, Carlo & The Belmonts, Caribbean Tapioca, Roy Carrier And The Night Rockers, Marion Carter, Casey And The Vashti Express, Loris Ceroni, Chantilly Lace, Chubby Checker, Clifton Chenier, The Chisholm Gang, Roy Clark, Eddy Clearwater, Davis Coen, Michael Coleman & Eddie Lusk, Chris Connor, Pat Cooley, Dennis Cooper, The Crawford Jazz Band, Crazy Jay & The Partytimers, Crazy Legs, Scatman Crothers, Rocky Curtiss & The Harmony Flames, Dick Dale & The Del-Tones, Danny & The Zeltones, Joe Dassin, David & The High Spirit, Blind John Davis, Sammy Davis Jr., The Spencer Davis Group, Joey Dee & The Starliters, Joey DeFrancesco, The Frank DiBussolo Quartet, Dimensión Vertical, Dion DiMucci, Dion II, Dirty John’s Hot Dog Stand, Disk Eyes Productions, Dixie-Balls, Fats Domino, The Drifters, The Drivin’ Dynamics, Roy Drusky, Johnny Duncan & The Bluegrass Boys, Little Arthur Duncan, El Duo Dinamico, Champion Jack Dupree, JaRon Eames, Teddy Edelmann, Travis Edmonson, David Honeyboy Edwards, Shirley Ellis, Booker Ervin, Kyle Esplin, The Everly Brothers, The Explosion Rockets, Fabian, Howard and Debra Farris, Ray Faubus Four, Charlie Feathers, Jonathan Feldman Trio, Freddy Fender & Tommy McLain, Doug Ferony, The Fireballs, Robben Ford & Jimmy Witherspoon, Andy J. Forest, Panama Francis Orchestra, Freddie & The Dreamers, Noel Freidline Quintet, Freiwillige Selbstkontrolle, Lowell Fulson, Billy Fury, Terese Genecco, Georgia Gibbs, The Golden Gate Quartet, The Good Fellas, Good Morning Blues, Good Rockin’ Tonight, Rosco Gordon, Kelli Grant, Hardrock Gunter, Bill Haley & His Comets, Wee Willie Harris, Lou Haskins, Ronnie Hawkins, Tommy Hayes & The Western Swingsters, The Helpful Soul, Rikki Henderson, Clarence „Frogman“ Henry, Herman’s Hermits, Bill Higgins, Al Hirt, Rob Hoeke, Adolph Hofner, Hollywood Fats, Brian Hopper & Hugh Hopper & Pete Lawson, Hot Lunch, Hothouse Flowers, Eddie Howell and the Bob Paris Combo, The Rob Hudec Trio, Helen Humes, J. B. Hutto & The Houserockers, The Immigrants, The Ink Spots, John Jackson, Wanda Jackson, The Jackys, Doug James & Sax Gordon, Jan & Dean, Effie Jansen, Jay & The Americans, Peter Jay & The Jaywalkers, Jerry Jaye, Jet Tones, Johnnie Johnson, Bruce Johnston, Alan Jones, George Jones & Johnny Paycheck, Spike Jones, Tom Jones, Chris & Callie Kalogerson Orchestra, Bob Kames, The Kansas City Kitties, Dwight Kennedy, Gee Gee Kettel & Soluna Samay, King Rockahula, Albert King, Freddie King, KölnMusik Big Band, Alexis Korner’s Blues Incorporated, Mike Kornrich, Bobby Krane and His Orchestra, Alison Krauss & Claude „Fiddler“ Williams, Joya Landis, Carl „Little Rev“ Lattimore, Steve Lawrence, Dinah Lee mit Max Merritt & His Meteors, Norman Lee and The Eddy Howard Orchestra, Peggy Lee, Jerry Leiber & Mike Stoller, The Leiber-Stoller Big Band, Liquorice John Death & The All-Stars, Little Milton, David Lloyd And His London Orchestra, The London Theatre Orchestra, Julie London, The Lonelys, Wilbert Longmire, Louisiana Red, Love Depression, Judy Lynn, Magic Slim & The Teardrops, Magic Strangers, Kevin Mahogany, Ma-Ma’s Fine Boys, Carl Mann, Pete Mayes & The Texas Houserockers, Leon McAuliffe, Paul McCartney, Chas McDevitt & Shirley Douglas, Barbara McNair, Clyde McPhatter, Jay McShann, Jay McShann & Al Casey, Memphis Slim, Marilyn Michaels, Big Miller, Curly „Barefoot“ Miller, The Glenn Miller Orchestra, The Missing Links, La Mississippi, Eddy Mitchell, Francisco Montaro, Marian Montgomery, Paul Moore’s Amazing Washboard Wizards, Li’l Aaron Mosby, Ahmed Mouici & Michael Jones, Mudfork Blues, Mudpuppy, J. F. Murphy & Salt, Mark Murphy, Naki’i, Nande & The Big Difference, The Nashville All Stars, Nashville Superstars, Sandy Nelson, Willie Nelson & Susan Tedeschi, The New York Ska-Jazz Ensemble, Johnny Newton and The Tags, William Noll, The Phil Norman Tentet, Jim Oblon, One Dan Band, Graham Parker and The Rumour, Bobby Paris, Gary Paxton, Alonzo Pennington, Pinetop Perkins, Dan Phelps, Pieces of 8, The Al Pierson Big Band, Plantation 5, Jimmy Ponder, Cheryl Poole, Poor Things, Louis Prima and The Witnesses, Prince, Peter Prince, Queen Bee And The Blue Hornet Band, Don Rader, Bill Ramsey & Paul Kuhn, Claudio Ranalli Orchestra, Lou Rawls, Los Rebeldes Del Rock, Faye Reis and Hubba Hubba, Henry Rene & Orchestra, Bobby G. Rice, Dig Richards & The R’Jays, Jimmy Ricks, Ricky & The Rockets with Sweet Power, Bob Riedy Blues Band, Billy Lee Riley, Rob Rio And The Revolvers, Johnny Rivers, Rockin’ Ronald & The Rebels, Johnny Robinson, Roddie Romero, Bobby Ryder, Doug Sahm, Tom Saputo, Sandy Sasso, Kurt Savoy, Vince Seneri, Johnny Seven, Ron Shaw, Molly Shea, Tony Sheridan & The Beat Brothers, The Shindogs, Robert Silverman, Hal Singer, Sir Douglas Quintet, John Skinner, Ernie Smith, Hal Smith, Keely Smith, Mack Allen Smith, Smokey Joe’s Café Original Cast, Sockrow, Otis Spann, W. C. Spencer, Spirit, The Spotnicks, Shewry Stamper & The Virginians, The Starlite Orchestra, Thomas Stelzer & The Bloody Rhythm Fingers, The Stone Country Band, Warren Storm, Billy Strange, Jimmy Sturr, The Sugar Bees, Gordie Sullivan, Sunset Blues Band, Los Superclasicos, David Swanson, Finis Tasby, The Taylor/Fidyk Big Band, Hound Dog Taylor, Melvin Taylor & The Slack Band, Laura Theodore, Hayden Thompson, The Tiger Blues Band, Libby Titus, Gil Trythall, Duke Tumatoe, Big Joe Turner, The Untouchables, John Valby, Wayne Versage, Eddie „Cleanhead“ Vinson, T-Bone Walker, Abi Wallenstein & Joja Wendt, Washboard Willie, Muddy Waters mit Dizzy Gillespie, Jason Weaver, „Boogie Bill“ Webb & Snooks Eaglin, Joey Welz, The Wiking Strings, Charlie Williams, Claude Williams, Jerry Williams, Joe Williams, Ted Williams, Teddy Pat & Oliver, Bob Wills & His Texas Playboys, Tommy Wills, Jimmy Witherspoon, Jimmy Witherspoon with the Junior Mance Trio, Stan Worth |                                   |                                             |        |        |      |      |    |    |
| The Katzenjammer Kids (Stoller) | 1968 | Mike Stoller & The Stoller System | aka „Professor Hauptmann’s Performing Dogs“ | –      | –      | –    | –    | –  | –  |
| Keep It Up                      | 1964 | The Soul Brothers                 |                                             | –      | –      | –    | –    | –  | –  |
| Keep On Rollin’                 | 1962 | The Coasters                      |                                             | –      | –      | –    | –    | –  | –  |
| Keep On Rollin’                 | Clover, Smokey Joe’s Café, Jerry Williams |                                   |                                             |        |        |      |      |    |    |
| Keep Tellin’ Yourself’          | 1962 | Jimmy Radcliffe                   | unveröffentlichtes Original-Demo            | –      | –      | –    | –    | –  | –  |
| Keep Tellin’ Yourself’          | 1962 | Marv Johnson                      | Erstveröffentlichung                        | –      | –      | –    | –    | –  | –  |
| Keep Tellin’ Yourself’          | Gene Pitney |                                   |                                             |        |        |      |      |    |    |
| King Creole                     | 1958 | Elvis Presley                     |                                             | –      | –      | # 2  | –    | –  | –  |
| King Creole                     | Agents & Jorma Kääriäinen, All the King’s Men feat. Johnny Earle, Luck Blondo, Boppin’ B, Will Brandes, Cath Carroll & Steve Albini, Crazy Crackers, Di Maggio Brothers, Teddy Edelmann, Good Rockin’ Tonight, Anders Johansson & Jakob Hydén, Kingsize, Leize, Ronnie McDowell, Luis Miguel, Dick Penrose, Phasslayne, Steven Pitman, The Rattlers, Cliff Richard, Miguel Rios, The Selvis, Christer Sjögren, Los Straitjackets feat. El Vez, Los Super Secos, Billy Swan, Los Teen Tops, Stiggi Thunder, Westworld, Wild Wind, The Wildcats, Johnny Worth, Link Wray, Zacnorman |                                   |                                             |        |        |      |      |    |    |
| King Solomon’s Blues            | 1954 | Gil Bernal                        |                                             | –      | –      | –    | –    | –  | –  |
| Kissin’ Boogie                  | 1952 | Preston Love                      |                                             | –      | –      | –    | –    | –  | –  |

## L
LADY LIKE
The Coasters
(1965)
LADY WANTS TO TWIST, THE
Steve Lawrence
(1962)
LAST LAUGH BLUES
Little Esther & Little Willie
(1952)
LAST MILE, THE
Mel Walker with the Johnny Otis Orchestra
(1952)
Jimmy Witherspoon
(1953)
LET’S BRING BACK WORLD WAR I
Joan Morris & William Bolcom
(1978)
LIPS
Roy Hamilton
(1958)
Azie Mortimer
(1960)
LITTLE EGYPT
The Coasters
(1961)
The A-Bones
Au Bonheur Des Dames (in French, as “Cléopatre”)
Bamses Venner (as “Gips”)
(2000)
Best Of British
Bjelleklang (as “Blod”)
(1992)
Earl Bostic
Colin Buckley
(1966)
Nathan Cavaleri with Chris Bailey
Colin Cook & The Strangers
(1966)
The Crescendoes
Lee Curtis & The All-Stars
The Cyclones
(1963)
Doctor Explosion
Downliners Sect
(1964)
The Embers
The Fortunes
Mickey Gilley
Cecil Hill
(2001)
Anders Johansson & Jakob Hydén
(2000)
Kaleidoscope
Murry Kellum
The Minnesota Voo Doo Men
(2006)
Elvis Presley
(1964)
The Rayders
(1965)
Henri Salvador (in French, as “Cléopâtre”)
(1964)
Smokey Joe’s Café Original Cast
(1995)
Bruce Springsteen (live bootleg)
Ray Stevens
(1969)
Jerry Williams
(1996)
LITTLE WHITE SHIP, A
Peggy Lee
(1975)
LOLA
Bob London
(1955)
The Coasters
(1957)
LONGINGS FOR A SIMPLER TIME
Peggy Lee
(1975)
Joan Morris & William Bolcom
(1978)
LOOP-DE-LOOP MAMBO
The Robins
(1954)
Gary Crosby and the Cheer Leaders
(1954)
The Four Escorts
(1954)
Jay Jerome and his Orchestra and Chorus
(1955)
Lyres
(c.1994)
Billy May
(1954)
LORELEI
Lonnie Donegan
(1960)
Jeff Barry (Original Demo, unissued)
Peter Kraus und die Rockies
(1963)
Peter Rich
(1960)
LOST IN YOU
Liza Minnelli
(1996)
Guilherme Vergueiro (Instr.)
LOVE ME
Willy & Ruth
(1954)
Accident Clearinghouse
Beegie Adair Trio (instrumental)
(2000)
Greg Allman & Cher
Eddy Arnold
(1960)
P.D.Q. Bach
(1991)
Edoardo Bennato
The Big Apple Chorus
(2006)
Pat Boone
(1963)
Borrowed Toys
(2007)
Bob Boyd (instrumental MIDI file)
(2008)
Dave Burgess & The Toppers
Johnny Burnette
(1960)
Nicolas Cage (“Wild At Heart” soundtrack)
Trent Carlini
(1997)
Bruce Channel
Bruce Channel & Major Bill Smith (as “The King Is Free: Requiem for Elvis”)
Chas & Dave (as part of medley)
(2003)
Rita Chiarelli
(1994)
The Corn Sisters
Greer Craig
Davis Daniel
(1991)
Danny Davis
(1960)
The DeMarco Sisters
(1954)
Johnny Devlin
Jim Dilley
(2004)
Fats Domino
Bobbie Eakes
(2005)
Billy Eckstein
Jimmy Ellis (aka Orion)
(1999)
Flat Duo Jets
The Four Escorts
(1954)
Barry Frank with Jimmy Carroll and Orchestra
(1957)
The Frantic Flintstones
Fridtjof (aka Øivind Blunck) (in Norwegian, as “Ta Meg Som Jeg Er”)
Georgia Gibbs
Good Rockin’ Tonight
(2003)
Robert Gordon
Ed Greer
Steve Harley
D. B. Harris
Bugs Henderson & The Shuffle Kings
Peter Hofmann
(1992)
Engelbert Humperdinck
Bill Hurley
The Jackson Brothers
Reid Jamieson
(2007)
Anders Johansson & Jakob Hydén
(2000)
Tom Jones and “Mama” Cass Elliot (as part of medley)
(1969)
Kingsize
(2008)
The Little Willies featuring Norah Jones
(2006)
The Johnny Mann Singers
(1961)
Jesse L. Martin (soundtrack, Ally McBeal)
(1997)
The Mavericks
Ronnie McDowell
The Memorial Chorus & Symphonette
Mina
Mingos
OC Times
(2005)
The Pelvis
Elvis Presley
(1956)
The Regents (aka The Runarounds)
The Ribitones
(c.1980)
Dick Rivers (as part of medley)
(1994)
Connie Russell
(1954)
Say Zuzu
The Searchers
Sha-Boom
(unknown)
Christer Sjögren
(2006)
Ray Smith
Smokey Joe’s Café Original Cast
Jimmie Rodgers Snow
Spector 45
(2006)
Sam “The Man” Taylor
Vince Taylor et ses Play-Boys
(1961)
Grant Tracy & The Sunsets
Conway Twitty
John Van Horn & The Fender Benders
Mack Vickery (as part of medley)
(1970)
Sterling Westbrook
(1978)
The Wild Angels
Billy Williams Quartet
(1954)
Colin Winski
Link Wray
LOVE POTION #9
The Clovers
(1959)
4:2:Five
(2004)
Dawn Aitken
Jewel Akens
(1965)
The Alley Cats
(2000)
The Allusions
Herb Alpert & The Tijuana Brass (instrumental)
Dan Barrett & Blue Swing feat. Rebecca Kilgore
Beat Crusaders
Beau Nasty
(1989)
Bel-Air Bandits
Benny & The Jets
Big Sonny & The Lo Boys
Jimmy Carl Black
Lowri Blake
(1993)
Blue Stew
(1998)
Paolo Bracci (in Italian, as “Non Ho Dormito Mai”)
(1965)
The Brain Surgeons
Elkie Brooks
The Casual Four
The Cherokees
(1964)
Phil Clarke, Jr.
The Coasters
(1971)
Don Costa
The Mike Cotton Sound
The Countdown Singers
Jenny Darren
The Demons
Neil Diamond
(1993)
The Frank DiBussolo Quartet (instrumental)
Ronnie James Dio & The Prophets
(1964)
Donovan (unissued)
Downliners Sect
Caroline Drury
The Encounters
The Epics
Wayne Fontana & The Mindbenders
Dave Freeman
Brandon Giles
Ian Gillan & The Javelins
Golden Boys (in Portugese, as “O Feiticeiro”)
The Graduate Original London Cast
Happy People (as part of medley)
The Jimmy Heap Show, feat. Ken Idaho
The HiFi Ramblers
(2001)
Kerry Hodgkin
The Hoppettes
The Hound Dogs (live, 1964)
Houston Horizon Chorus
Hurriganes
Douglas Jack (instrumental)
Tony Jackson & The Vibrations
The Jay Five
Johnny & The Panty Raiders
Casey Jones & The Governors
Jussi & The Boys
The Kaisers
Jan Keizer
Pete King (?)
Knightsbridge
Larry
```
& The Movers
```

Gary Lewis & The Playboys
Enoch Light
The Lounge-O-Leers (in Japanese)
M. D. C.
The Mad Hatters
Mama Betty’s Band (in German, as “Die Liebesmedizin”)
(1965)
Hansel Martinez
Maya
Metal Mike, Alison & Julia
Willie Murphy
Nobody (as part of Mersey Beat medley)
The Nylons
Victoria Owen (live DVD)
Paul’s Apartment
Paul Ponnudorai
Popdefect
Pure Gold
(2006)
The Quotations
(2006)
The Reflections
(1996)
Return 2 Zero
The Revelations
Ricky And The Pearls
(1983)
Rinder & Lewis
(1980)
Robert, Ron & Eddie
Rockapella
The Rockets
Jan Rohde (& The Adventurers)
(1964)
Inga Rumpf
(1979)
Salsa Rosso (instrumental)
The Roswell Invaders
(1999)
Mickey Salter
Sam the Sham & The Pharoahs
The Sanctions (pre-Electric Prunes)
(1965)
Sandro (in Spanish, as “Pocion de Amor Numero 9”)
Diane Scanlon
The Seamonkees (instrumental)
The Searchers
(1963)
Cheryl Serio
(2005)
Sha Na Na
Mike Silver
The Singing Pinguins
Nancy Sit (in Chinese)
(1967)
Sixty Minute Men
Johnny “Hammond” Smith
Smokey Joe’s Café Original Cast
Special Feature
The Starlite Singers
The Sting Rays
(1965)
Street Magic
The Surfaris
Surfriders
Suzie & The Seniors
Martin Swinger
Lee Towers
(1981)
Ian Turpie
Tygers of Pan Tang
(1982)
John Valby (obscene parody version)
The Ventures (instrumental)
(1965)
Matthew Wan (instrumental)
Vince Weber & Michael Maass
Whiskey River
The White Stripes (in their original set list; no recordings known)
The Billy Williams Quartet
(1954)
Jerry Williams
Yesterday’s Today
LOVEY (see also “HEY SEXY”)
The Clovers
(1960)
LOVIN’ JIM
Little Mickey Champion
(1952)
LOVING YOU
Elvis Presley
(1957)
Beegie Adair Trio (instrumental)
Are You Lonesome Tonight? Original London Cast
Avid All Stars
The Benedictine Chimes of Westminster
(1994)
Glen Campbell
Lisa Nicole Carson (soundtrack, Ally McBeal)
(2000)
The Castaway Strings (instrumental)
Chubby Checker & Dee Dee Sharp
The Dave Clark 5
Roberto Carlos
The Frank DiBussolo Quartet
Vince Eager (as part of medley)
(rec. unknown/rel. 2003)
Duane Eddy (instrumental)
The Elvis Presley Tribute Band
Donna Fargo (tribute to Elvis)
Billy Fury (Live on the BBC, 1967)
Gabriel
Good Rockin’ Tonight
(2003)
Guy & Raina
Corky Hale
Johnny Hallyday (in French as “Ma Vie à T’Aimer”)
(1967)
Françoise Hardy
Anita Harris
The Hit Crew
Reid Jamieson
(2007)
Jussi & The Boys
Eden Kane
The Las Vegas International Philharmonic (instrumental)
The Leiber-Stoller Big Band
Pekka Loukiala
(1977)
The Johnny Mann Singers
(1961)
Al Martino
(1970)
The Memorial Chorale & Symphonette
Scotty Moore
(1964)
James Naughton
The Prellies
(2006)
The Righteous Brothers
Cynthia Schloss
Robert Shaw And The Lonely Street Band
(2006)
Smokey Joe’s Café Original Cast
Nat Stuckey
Tanita Tikaram
The Taildraggers
Joey Welz
LUCKY LIPS
Ruth Brown
(1957)
3 Lausbuben (in German, as “Rote Lippen Soll Man Küssen”)
Babaloo (in medley, as “Rote Lippen Soll Man Küssen”)
Gus Backus (in German, as “Rote Lippen Soll Man Küssen”)
(1963)
Ria Bartok (in French, as “Sans Amour”)
Billy Buhlan Und Sein Continental-Bar-Sextett (in medley, as “Rote Lippen Soll Man Küssen”)
Captain Cook & Seine Singenden Saxophone (as “Rote Lippen Soll Man Küssen”)
Chamer Buam (in German, as “Rote Lippen Soll Man Küssen”)
Die Cindies (in German, as “Rote Lippen Soll Man Küssen”)
Rich Clifford (in German, as “Rote Lippen Soll Man Küssen”)
Alma Cogan
Damals War’s (in German, as “Rote Lippen Soll Man Küssen”)
Eddie Denver & Les Sylvains (in Dutch, as “Ieder Meisje”)
Estudio Miami Ritmo
Dottie Evans
(1957)
Jimmy Fields (in German, as “Rote Lippen Soll Man Küssen”)
Foster & Allen
Günter Geißler (in German, as “Rote Lippen Soll Man Küssen”)
(1964)
Pearl Gray
Harald’s Sunshine (in German, as “Rote Lippen Soll Man Küssen”)
Kevin Henderson
Hi-5 (as part of medley)
The Hot Shots
J. Huimapää Ja Tanssiorkesteri (in Finnish, as “Hymyhuulet”)
The Ink Spots
(1958)
Jessy (in French, as “Sans Amour”)
Johnny (in Finnish, as “Hymyhuulet”)
Peter Kraus (in German, as “Rote Lippen Soll Man Küssen”)
Franz Lambert (as “Rote Lippen Soll Man Küssen”)
Anita Lang
James Last (as part of medley)
Latin Quartet (in Spanish, as “Labios Afortunados”)
The Lollipops
Laurie London
Siw Malmkvist (in Swedish, as “Slit & Slang”)
(1966)
Stef Meeder (as part of instrumental medley)
Hardy Peters und die Amigos (in German, as “Rote Lippen Soll Man Küssen”)
Mike Redway
(1963)
Cliff Richard (also in German, as “Rote Lippen Soll Man Küssen”)
(1963)
Rock Hotel (in Finnish, as “Kikilips”)
Ronny (in Dutch, as “Rock ‘n’ Roll”)
Hans Schepior und Sein Ensemble (in German, as “Rote Lippen Soll Man Küssen”)
Illo Schieder (in German, as “Dolly Dick”)
Michael Schoen (in German, as “Rote Lippen Soll Man Küssen”)
Ambros Seelos Orchestra (in German, as “Rote Lippen Soll Man Küssen”)
Sonia (in Spanish, as “Labios Afortunados”)
Gale Storm
Wicus Van Der Merwe
André Van Duin (as part of Cliff Richard medley)
Gustav Winckler (in Danish, as “Røde Læber Skal Man Kysse”)
Steve Wright & The Catalinas
LUMP IN MY THROAT
Little Willie Littlefield
(1951)

## M
MAINLINER
Little Esther
(1952)
MARGARITA
Guilherme Vergueiro (Instr.)
(1998)
MESSAGE FROM GARCIA
Flash Cadillac & the Continental Kids
(1974)
MIDNIGHT TOWN, DAYBREAK CITY
Roy Hamilton
(1963)
MOBY DICK
Ian Whitcomb
(1981)
Joan Morris & William Bolcom
(1986)
M.O.T.H.A.’S THEME
Soundtrack, The Phynx
(1970)
(Stoller)
MURIEL OXENBURG MURPHY
Ian Whitcomb
(1981)
MY BLIND DATE
Jaye P. Morgan
(1958)
MY BOY JOHN
Baby Jane & The Rockabyes
(1962)
Joey Dee
MY CLAIRE DE LUNE
Steve Lawrence
(1961)
Jay & the Americans
Anthony Newley

## N
NEIGHBORHOOD
Dino & Sembello
(1974)
(Leiber, Stoller, Dino, Sembello)
Vonda Shepard (soundtrack, Ally McBeal)
(1997; 1999; 2002)
Smokey Joe’s Cafe Cast Album
(1995)
NIGHT BIRD
Elkie Brooks
(1977)
(Leiber, Stoller, Gage, York)
NIGHT MARE
Willie Mae “Big Mama” Thornton
(1953)
NOSEY JOE
Bull Moose Jackson
(1952)
Blue Rhythm Diplomats
Darts
Dana Gillespie
The Holiday Band
Cadillac Kolstad
(2006)
Chuck Murphy
Powerhouse with Tom Principato
Jim Preen
The Brian Setzer Orchestra
The Woodchoppers
NUMERO UNO
Mike Stoller & The Stoller System
(1968)
(Stoller)

## O
ON BROADWAY
The Drifters
(1963)
(Leiber, Stoller, Mann, Weil)
Ray Anthony
Jeff Beck & Paul Rodgers
George Benson
David Bowie
Ray Brown, Jr.
(2005)
Eric Carmen
The Coasters
Bobby Darin
Percy Faith
Hot Couture (as part of medley, “Broadway Ma Quale Idea”)
(2008)
Illinois Jacquet
The Jazz Crusaders
Johnny Keating
(1965)
The Lettermen
Clyde McPhatter
Mint Juleps
(1992)
Leo Night and the Moonlighters
(2002)
Tito Puente
Lou Rawls
Buddy Rich
Nancy Sinatra
Smokey Joe’s Cafe Cast Album
James Taylor
(2008)
Livingston Taylor
Neil Young
ON THE HORIZON
Ben E. King
(1961)
Elkie Brooks
Eric Burdon
Nevil Cameron (in Italian, as “Sull’Orizzonte”)
The Mark Leeman 5
Johnny Sandon & The Remo Four
The Syndicats
(1965)
ON THE ROAD AGAIN
Dino & Sembello
(1974)
(Leiber, Stoller, Dino, Sembello)
ONE BAD STUD
The Honey Bears
(1954)
The Blasters
ill Culp
(2004)
Darts
Dragstrip 77
The HartAches (TV soundtrack, Shake, Rattle & Roll)
Kevin Mark
(2007)
Mint Juleps
(1985)
Nande & The Big Difference
Red Roosters
ONE FINE GAL
Jimmy Witherspoon
(1953)
ONE KISS
The Robins
(1955)
ONE KISS LED TO ANOTHER
The Coasters
(1956)
Delbert McClinton
(1976)
ONLY IN AMERICA
Jay & The Americans
(1963)
(Leiber, Stoller, Mann, Weil)
The Drifters
(rec. 1963/rel. 1972)
OPEN FIRE, AN
Johnny Mathis
(1959)
OVER AND OVER
Frankie Marshall
(1956)

## P
PAPA DADDY
Ruth Brown
(1959)
PAST, PRESENT AND FUTURE
Shangri-Las
(1966)
(Leiber, Butler, Morton)
Agnetha Fältskog (ex-ABBA)
Abby Travis
PEARL’S A SINGER
Dino & Sembello
(1974)
(Leiber, Stoller, Dino, Sembello)
Mary B & Paul Gallagher
Elkie Brooks
(1976)
Brenda Cochrane
Hollywood Session Singers
Viktor Lazlo
Wenche Myhre (aka Wencke Myhre)
Bernadette Peters
Pussycat, feat. Tony Willé
Vonda Shepard (soundtrack, Ally McBeal)
(1997)
Smokey Joe’s Café Original Cast
The Tributes
Sylvia Vrethammar
PERFECT WAVE, THE (aka THE WAVE)
Mike Stoller & the Stoller System
(1968)
(Stoller)
PHANTASY FOR PHYNX
Soundtrack, The Phynx
(1970)
(Stoller)
POISON IVY
The Coasters
(1959)
The 5 Liverpools
Ac-Rock
(2006)
The Alley Cats
The Bouwman Brothers (as “Bella Rosa”)
The Catalinas
Chicos Aventura (in Spanish, as “La Hiedra Venenosa”)
The Dave Clark Five
David Clayton-Thomas
(1969)
Ray Columbus & The Invaders
The Cool Cats
The Delltones
(1964)
Discognosis (Rinder & Lewis)
(1977)
DJ Godfather
Herva Doce (in Portuguese, as “Erva Venenosa”)
(1965)
Eero Ja Jussi (in Finnish, as “Omppuviini”)
(1980)
The Elision Saxophone Quartet
(2003)
The Gateway Trio & The Gatewayettes
Ian Gillan & The Javelins
Golden Boys (in Portuguese, as “Erva Venenosa”)
Enrique Guzmán (in Spanish, as “La Hiedra Venenosa”)
Enrique Guzmán Y Grupo Nahuatl (in Spanish, as “La Hiedra Venenosa”)
(1974)
Hanson
Happy Days: The Arena Mega Musical Original Cast
Herva Doce (in Portuguese, as “Erva Venenosa”)
(1982)
The Hollies
The Hoppettes
Jimie (aka Jimmie) Jay & The Moon-Reyes
Jelayiu (live DVD)
The Jeopards
(2006)
Die Kettels
The Kingsmen
The Kingtones
(1980)
The Lambrettas
Rita Lee (in Portuguese, as “Erva Venenosa”)
The Leiber-Stoller Big Band
Little Caesar & The Consuls
(1965)
The Lords
Baris Manço (in French, as “Quelle Peste!”)
Manfred Mann
Linda McCartney
Vnce Melouney
Moogetmoogs (in Swedish, as “Myrkky Marja”)
The Nashville Allstars
Me’shell Ndegéocello (soundtrack, Batman & Robin)
The Nylons
Odyssey
Johnny Otis
The Paramounts (pre-Procol Harum)
The Pralins
The Puppets
Los Rebeldes del Rock (in Spanish, as “Hiedra Venenosa”)
The Re-Bops
Redbone
The Red Lines
(1959)
Wilson Ricardo E Seus Dinamites (in English, but as “Erva Venenosa”)
Paul Rich
(1959)
Ricky & The Rockets with Sweet Power
Rocky Sharpe & The Razors
The Rolling Stones
(two versions rec. 1963; first rel. 1964, second rel. 1972)
The Romantics
Sam The Sham & The Pharoahs
Smokey Joe’s Café Original Cast
Stack
Suited & Booted
Billy Thorpe & The Aztecs
(1964)
Turner & Crowley
()
The Ventures (instrumental)
The Vipers
(2000)
The Vulcanes
Jerry Williams
The Yankees
Young & Restless
PROFESSOR HAUPTMAN’S PERFORMING DOGS
Peggy Lee
(1975)
Joan Morris & William Bolcom
(1978)

## Q
QUE PASA, MUCHACHA
The Cheers with Les Baxter
(1956)

## R
RAT RACE
The Drifters
(1963)
(Leiber, Stoller, McCoy)
Eric Burdon
Dr. Feelgood
Normie Rowe
(1966)
READY TO BEGIN AGAIN (MANYA’S SONG)
Peggy Lee
(1975)
Bette Midler
Joan Morris & William Bolcom
(1978)
REAL UGLY WOMAN
Jimmy Witherspoon
(1951)
RECKLESS
Bob London
(1955)
Suzi Miller
REVEREND MR. BLACK, THE
The Kingston Trio
(1963)
(Leiber, Stoller, Wheeler)
Bill Anderson
Johnny Cash
(1982)
Bobby Darin
Lonnie Donegan
Tim Grimm
Sherwin & Pam Linton
Tex Ritter
John Stewart
The Sunshine Boys
Billy Edd Wheeler
Faron Young
RIOT IN CELL BLOCK #9
The Robins
(1954)
The Allstars featuring Betty McQuade
Amazombies
The Beach Boys (also as “Student Demonstration Time” (1971))
The Blue Monday Band
(2003)
The Blues Brothers
Blues Company
Bulldog
Roger Chapman
Colin Cook
(1968)
Commander Cody & His Lost Planet Airmen
Darts
Dr. Feelgood
Jennie Duff
Flat Duo Jets
(1984)
Wee Willie Harris
Hi Fi & The Roadburners
Houtkamp’s Pow3
Wanda Jackson
(1961)
Jets
Jussi & The Boys
Ray Liberto, Jr.
(rec. 1960)
Lips & The Trips
Little Diesel
Michel Pagliaro (in French, as “Emuete Dans La Prison”)
(rec. 1975/rel. 1979?)
Michael Paloma & His New York Blues Band
Ron and Joe and the Crew
(1959)
The Rumblers (aka Little Johnny & The Rumblers)
Mike Smith
Sparks
Shakin’ Stevens
(1981)
Leslie West
Andre Williams
Johnny Winter
Vicki Young
RUBY BABY
The Drifters
(1955)
Richard Anthony
BWB
Band of Oz
Bill Baron
The Beach Boys
Björk (with Trio Guðmundar Ingólfssonar)
Matt Bogart
Johnny Boni & Combo
Cody Brennan & The Temptations
Roy Buchanan
The Cavaliers
Ronn Clay
Billy “Crash” Craddock
(1975)
Bobby Crafford
Crosstowne (Christmas version, as “Rudy Rudy”)
Bobby Darin
The Dedications (as part of medley)
Larry Dexter
The Frank DiBussolo Quartet (instrumental)
Dion
(1962)
Dion II
Ronnie Dove
Donald Fagen
(1982)
Frank Farian
Alexander Forrest
The Four Mints
Les Gamblers (in French)
(1963)
Golden Quarter
The Great Plains Band
Steve Grisaffe
Rockin’ Tommy Gunn & The 45s
Ronnie Hawkins & The Hawks
Hurriganes
Ian Kay & The Accents
(2005)
Peter Keane
Ben E. King (live DVD)
Dickey Lee
Jimmie Luke
Johnny Maestro & The Brooklyn Bridge
Pake McEntire
The Nashville Allstars
The Night Shadows
The Nylons
Ol’ 55
Billy Porto
Miguel “Mike” Rios
Dick Rivers (in French)
(1975)
Charlie Robles
Tony Ronald
Bobby Rydell
Mitch Ryder & Detroit Wheels (in medley)
Claire Séverac (in French, as “Ruby”)
(1982)
Del Shannon
Billie Jo Spears (as “Danny”)
Shakin’ Stevens & The Sunsets
Satoru Shionoya
Tony Sheridan & The Beat Brothers
(1963)
Smokey Joe’s Café Original Cast
Terry & The Hot Sox
The Van-Dells
Bobby Vee
Gene Vincent
Lou Volpe (instrumental)
Wenzday
Jonathan Wilkes (live DVD)
Jerry Williams
Brian Wilson
John Woolley & Just Born
(1970)
Link Wray
Al Yankee & His Orchestra
RUN RED RUN
The Coasters
(1959)
D.C.’s Finest (aka Doo Wop Cops)
Fitzgerald & Beach
(2006)
Phil Harris
The Weekend Warriors
Barrence Whitfield with Tom Russell

## S
| Lied                                   | Jahr | Interpreten |
| -------------------------------------- | ---- | --- |
| Samba Beach                            | 1998 | Guilherme Vergueiro (1998) (Stoller) |
| Santa Claus Is back in Town            | 1957 | Original: Elvis Presley (1957) Coverversionen: Poison Idea (1993), The Badloves (1996), Orion (1997), Rick Saucedo (1998), Tom Green (2003), Beau Kavanagh & The Broken Hearted (2004), Larry Hodges (2006), Sixtine Group (2006), Jodie Borle (2007), Austin Willacy (2007), .38 Special, A Christmas Survival Guide Original Cast, Automatic Slim & His Sensational Band, The Blue Moon Boys, The Blue Tops, Freddie Brown & Night Crow, Nappy Brown, Terry Buchwald, Jr. Cadillac, Canned Heat, Kenny Chesney, The Compulsions, Gene Davis, The Deluxtone Rockets, The Effengees, Evil Beaver, The Frantic Flintstones, The Geezinslaws, Michael Hearne & Friends, Ingram Hill, Bryan Hyland, Billy Idol, Wanda Jackson & The Continentals, The Jive Aces, Lee Kernaghan, Jonny Lang, Raul Malo, The Martini Bros., Richard Marx, The Mavericks, My Morning Jacket, Steven Pitman, Amanda Powell & Patricia Wulf, Cam Ray, James Reyne, Ryno Rockers, Santa & His Mighty Elves (Jimmy Curtiss und Tony Luizza), The Brian Setzer Orchestra, Preston Smith, Ray Smith, Smokey, Southside Johnny & the Asbury Jukes, Bobby Solo, Rusti Steel & The Tin Tax, Ron Sunshine & Full Swing, Team Galaxy, Toini & The Tomcats, The Tractors, United States Navy Band, The Van-Dells, Mae West, Rusty Wier, Trisha Yearwood, Dwight Yoakam                          |
| Saturday Night Daddy                   | 1952 | Little Esther & Bobby Nunn (1952) |
| Saved                                  | 1961 | Original: LaVern Baker (1961) Coverversionen: Felix & The Escorts (als „Save“, 1962), The Laurie Allen Revue (1967), Elvis Presley (1968), Wall Street Crash (1983), The Woggles (1997), Shirley King (1999), Vonda Shepard (1999), Steinar Albrigtsen & The Blue Cats, The Band, Elkie Brooks, Sam Brown, The Chicago Loop, The Commitments, Dusty 45s, Billy Fury, Eddie Haddad, Judy Henske, John Herald, Brenda Lee, Peggy Lee (unveröffentlicht), Mama Lion, Lulu, Smokey Joe’s Café Original Cast, Southern Fried, The Young Rascals |
| Say It                                 | 1975 | Peggy Lee (1975) |
| Searchin’                              | 1961 | Original: The Coasters (1957) Coverversionen: Buddy Lucas (1957), The Beatles (1962), The Hollies (1963), Skip Battin (1964), Dick Dale & The Deltones (als „Surfin’“, 1964), The Joy Boys (1964), The Lovin’ Spoonful (1965), Tony Henry (1966), Steve Little (1966), The Emperors (1967), The Ambassadors (1968), Bloodstone (als „Moulded Oldies“ im Medley mit Hound Dog, 1974), Legends Way (2003), Dean Scott and the Deja Boomers (als „Searchin’ for My Glasses“, 2006), Robert Soup Campbell (2007), Bay City All Stars, Blacktop, Otis Blackwell, The Bobs, Pat Boone, Jack Bradshaw, Ralph Brewster & The Toppers, Cannibal & The Headhunters, Ace Cannon (Instrumental), Cheech & Chong, Dave Cortez (Instrumental), The Crickets, Jim Croce, The Spencer Davis Group, Jack Eubanks & The Sound of the South, The Exceptions, Karen Fellows, Ronnie Hawkins & the Hawks, Ross Holmes, Wanda Jackson, Johnny & The Panty Raiders, The Kingsmen, The Leiber-Stoller Big Band, Buzzy Linhart, Little Caesar & The Romans, Frankie Lymon, The Mauds, Merrymen With Boyz, The Mugwumps, Maria Muldaur, Gram Parsons, Paul Revere & the Raiders, Billy Lee Riley, Johnny Rivers, Alvin Robinson, Mumbles Scott & The Esquires, Sly & The Family Stone, Smokey Joe’s Café Original Cast, Southside Johnny & the Asbury Jukes, Edgar Winter, Steve Wright |
| Shack Daddy                            | 1955 | Betty Jean Morris (1955) |
| The Shadow Knows                       | 1958 | Original: The Coasters (1958) Coverversion: Commander Cody & His Lost Planet Airmen |
| Shake ’em up and Let ’em Roll          | 1968 | Original: Earl Richard (1968) Coverversion: Kenny Ball, Bruce Nelson, Jerry Leiber & The Coasters |
| She’s Not You (Leiber, Stoller, Pomus) | 1962 | Original: Elvis Presley (1962) Coverversion: Peter Hofmann (1992), The Explosion Rockets (1997), TPH (2002), Tim Graves & Daryl Mosley (2004), Pete Anderson, The Ballochmyle Band, Dr. Tom Butt, Les Carle, Bryan Davies, The Flaming Stars, Foster & Allen, Karbo Hydrate, George Killebrew, Liquorice John Death & The All-Stars (aka Procol Harum), Ronnie McDowell, The Memorial Chorale & Symphonette, Morriston Choir, The Nashville Playboys, Luca Olivieri, Tony Pantano, Steven Pitman, Michael Rose, Ryno Rockers, Matthew Shiels, Ray Smith, Snake Studio 99, Aaron Sutcliffe, The Gary Tesca Orchestra (Instrumental); norwegische Version „Hun Æ’kke Min“: Fridtjof (aka Øivind Blunck); schwedische Version „Det Är Dig Jag Tänker På“: Vikingarna (1977); spanische Version „Ella Es Así“: Victor Blanco |

SHOPPIN’ FOR CLOTHES
The Coasters
(1960)
(Leiber, Stoller, Harris)
Jim Croce
Steve Gibbons
(1977)
Rickie Lee Jones
Liquorice John Death, aka Procol Harum
(1970)
Melody Four
Smokey Joe’s Café Original Cast
Snatch
(1980)
West Side Wayne & The Boulevard Band
Don Wise
(2002)
SILVER SEA HORSE
Mike Stoller & The Stoller System
(1968)
(Stoller)
Guilherme Vergueiro (as “The Seahorse”)
(1998)
SMOKEY JOE’S CAFÉ
The Robins
(1955)
Anders & Poncia
The Beach Boys
Dick Brave & The Backbeats
The Calvanes
The Coastline Band
The Frank DiBussolo Quartet (instrumental)
Bunk Dogger
Buddy Holly
The Holy Modal Rounders
The Leiber-Stoller Big Band
The McCoys
Memphis Mill & The Feetwarmers (WB Sound 1645, Belgium)
The Reflections
(c. 2008)
Rockin’ Robin’s Rhythm Kings
Loudon Wainwright III
SOME CATS KNOW
Leslie Uggams
(1968)
Paula Alder
Jeanie Bryson
Marti Caine
Sharon Carroll & Amanda Matthews
Lori Carsillo
Julie Cascioppo
(2000)
Mary Foster Conklin
Mary Coughlan
(2008)
Connie Evingson
Erna Ferry with The Rodger Fox Band
(2000)
Amos Garrett
Lee Gibson
Mary Ann Hurst
Bonnie Langford
Peggy Lee
(1975)
Claire Martin
Liza Minnelli
Maria Muldaur
Esther Phillips
Trudy Richards & Dave McKenna
Rory (aka Rose Ranucci)
(2007)
Marcia Rutledge
Irene S. and Berndt Luef Trio
(1992)
Helen Schneider
The Scorpions
(1965)
Dana Sedgwick
Smokey Joe’s Café Original Cast (Brenda Braxton)
Melanie Stace
Leslie Uggams
Paula West
SOME OTHER GUY
Richie Barrett
(1962)
(Leiber, Stoller, Barrett)
The Beatcombers
The Beatles
The Pete Best Combo
Pete Briggs & The Vikings
(1966)
The Big Three
Alan Clayson
Terry Dee & The Roadrunners
Dave Edmunds
Wayne Fontana & The Mindbenders
Freddie & The Dreamers
German Bonds
The Hentchmen
Steve Hooker & Wilko Johnson
The Kaisers
(1993)
Johnny Kidd & The Pirates
The Milkshakes
The Riptides
The Scorpions (Anglo-Dutch ’60s pop, not German ’80s metal)
The Searchers
Sockmonkeys
The Stray Cats
(1974)
Billy Thorpe And The Aztecs
(1965)
SORRY BUT I’M GONNA HAVE TO PASS
The Coasters
(1958)
Elton Anderson
Lonnie Donegan
(1960)
SOUL PAD
The Coasters
(1968)
SPANISH HARLEM
Ben E. King
(1960)
(Leiber, Spector)
Johnny Adams
Ronnie Aldrich
Arthur Alexander
(1968)
Herb Alpert & The Tijuana Brass (instrumental)
Ray Anthony
(1967)
Anthony Arizaga (instrumental)
Tom Astor (in German)
Chet Atkins (instrumental)
Ricky B (instrumental)
(2005)
Amanda Baker
Long John Baldry
Greg Barrett
John Barry (instrumental)
BBC All Stars
Val Bennett (instrumental)
Spragga Benz w/Ben E. King
Susan & Denny Berthiaume
Acker Bilk (instrumental)
Joe Bourne & The Step In Time Orchestra & Singers
Bowling For Soup
Dennis Brown
Michael Burton (instrumental)
Sam Butera & The Witnesses (instrumental)
Michael Camacho
(2006)
The Cambridge Circus (instrumental)
Ace Cannon (instrumental)
Caribbean Steel (instrumental)
The Carnival Street Drum Band (instrumental)
Vikki Carr
Johnny Cash
The Challengers
The Checkmates, Ltd.
Richie Cole (instrumental)
Dorothy Cowfield
The Crusaders (instrumental)
(1972)
King Curtis (instrumental)
Jorge Dalto (instrumental)
Willy DeVille
Neil Diamond
The Frank DiBussolo Quartet (instrumental)
DJ I-Cue
Jackie Edwards
Buddy Emmons (instrumental)
Ex-Checkers
(1965)
Percy Faith (instrumental)
Freddy Fender
Bruce Foulke & Howard Kleinfeld (instrumental)
Aretha Franklin
(1971)
Edward Gerhard (instrumental)
Leroy Gomez
Rudy Grant
Roosevelt “Rosey” Grier
The Harlem Experiment
Gene Harris (instrumental)
Jet Harris
Engelbert Humperdinck
Bobbi Humphrey (instrumental)
Cornell Hurd
Jay & The Americans
Jesse Lee Johnson (instrumental)
Tom Jones
Jimmy Justice
Johnny Keating
(1965) (also “On Broadway”)
TK Kellman (instrumental)
Phil Kelsall (instrumental)
The Anita Kerr Orchestra (instrumental)
(1966)
Ricky King (instrumental)
Sneaky Pete Kleinow (instrumental)
Larry & The Handjive
Lasimmo
(2007)
James Last
Tommy Leonetti
Dave Lewis (instrumental)
Trini Lopez
Greg Lowe & Jack Semple
The Mamas & The Papas
Manuel & His Music Of The Mountains (instrumental)
The Marcels
The Mariachi Brass (instrumental)
The Gino Marinello Orchestra (instrumental)
Ricky May with the Latin Quarter Discotheque Combo
(1965)
Gene McDaniels
Paul McDermand (instrumental)
Clyde McPhatter
Tony Mottola (instrumental)
Mpanist (instrumental)
Willie Murphy
Nine Below Zero (instrumental)
Rab Noakes
Laura Nyro with LaBelle
Orchestra Del Oro
(1962)
Tony Orlando & Dawn
Norrie Paramor (instrumental)
Carl Perkins & The Tennessee Three (instrumental)
Sid Phillips & Band
Rebecca Pidgeon
Wyckham Porteous
(2007)
Bernard “Pretty” Purdie
Boots Randolph (instrumental)
Kenny Rankin
The Rattles
The Revelations
Cliff Richard & The Shadows w/Norris Paramor & His Orchestra
Curtis Robinson (instrumental)
(2005)
Marv Robinson
(2003)
Rock Circus
Billy Joe Royal
Run C&W
Leon Russell
Arja Saijonmaa (in Finnish, as “Guatemala”)
The Sands Of Time
Salsa Rosso (instrumental)
Santo & Johnny (instrumental)
David Schnaufer (instrumental)
Janet Seidel
Dev Singh
Slim Smith
Smokey Joe’s Café Original Cast
Sounds Incorporated (instrumental)
Spragga Benz with Ben E. King
Sten & Stanley (in Swedish, as “Någonstans I Spanien”)
Sonny Stitt
Karu Tapio (in Finnish, as “On Yksi Ruusu”)
Pete Tex (instrumental)
Franz Thon and his NDR Big Band
Tokyo Mondo Brothers
The Trini-Dads (instrumental)
Trinidad Oil Company Steelband
(1977)
Frankie Valli
Bobby Vee
Glenn Walters
Andy Williams
Jerry Williams
Maurice Williams & The Zodiacs
Delroy Wilson
Kai Winding (instrumental)
Windjammer
Tatsuro Yamashita
(2001)
SQUEEZE ME
Milt Trenier
(1953)
STAND BY ME
Ben E. King
(1961)
(Leiber, Stoller, King)
1487
4 The Cause
5one
The 82nd Airborne All-American Chorus
Rick Acocella
Priscilla Acuna
Johnny Adams
After The Fire
Alejandra
The Alley Cats
The Amazing Delores
Amenvs
Kyle Anderson’s Amazing Rubber Band
Apocalypse Hoboken
The Applejacks
Jann Arden
(2000)
Rosy Armen (in French, as “Tu Croiras”)
Arnie & Bert (aka Die Original Deutschmacher) (in German, as “Steh’ Bei Mir”)
Attraction
Austin (in English with Spanish rap)
Gus Backus
Hank Ballard & The Midnighters
Band of Angels
Banda Osiris (in Latin)
Harold Batters (instrumental)
Orchester Otti Bauer (as part of medley)
Marla BB
BB Band
The Beatles (bootleg, unissued studio)
Kay Bell
Beth
(2003)
Harold Betters
Big Al
Big Mountain
Big River Cree (Native American chant)
(2006)
Big Stuf
Bikini (in French, as “Reste”)
Jimmy Carl Black
(2008)
The Blenders
The Blue Diamonds
Blue Soul
Marc Bolan & T. Rex
Bolivar & Connection
The Bonne Villes
BQE
Joey Bradley With Roots Radix
Brotherhood
Arthur Brown
Movin’ Melvin Brown
Ray Brown, Jr.
(2005)
Rick Brown
Bunny Rugs
Will Burnett Orchestra
The California Raisins
Captain Cardiac & The Coronaries
Teresa Carpio
Crystal Cartier
Adriano Celentano (in Italian, as “Pregherò”)
Andrew Chae (instrumental)
The Chandeliers
Gene Chandler
Tracy Chapman
Chelle
(1997)
The Chosen Few
Chris’d
Gene Clark
Cassius Clay (aka Muhammad Ali)
The Coats
Rose Marya Colin
Johnny Colon & His Orchestra
Ry Cooder
The Cool Cats
The Countdown Singers
Hank Crawford (instrumental)
Sneaky Creekans
Pep Cubata
```
(instrumental)
```

Lee Curtis & The All-Stars
DJ Dave
Dalida (in French, as “Tu Croiras”)
David & The High Spirit
Alden David (instrumental)
Deas Guyz
Willy DeVille
The Frank DiBussolo Quartet (instrumental)
Dino
Dion DiMucci
D’NASH
(2007)
Carl Doy
The Drifters
Phil Driscoll
The Ducky Boys
(2005)
Dyango (as Rogaré (Pregero))
Deric Dyer (instrumental)
Eazy
Tommy Eden
Calvin Edwards (instrumental)
Roky Erickson & The Aliens
Eslabon
Faith Of Love
Faith SFX
The Fantastic Johnny C.
Chris Farlowe
Feels Like Home
Narvel Felts
The Five Sharks
Paal Flaata
For You
Max Fortuna
Fourteen Karat Soul
Frédérique
Ga (instrumental)
Ray Garnett
Generation Love
Geo Geovanny
Mickey Gilley
(1980)
Charles & Sandy Givings
Gonzo 48k
Earl Grant (instrumental)
Al Green
Grace Griffith
Hallelujah Hop
The Hampton String Quartet
David Hanselmann
(1991)
Happy Days: The Arena Mega Musical Original Cast
Harbor Lights
LaVon Hardison
Wilbert Harrison
Screamin’ Jay Hawkins
Haze
André Hazes
Jimi Hendrix
The Hit Crew
The Hi-Town DJs
Hollywood Blvd.
Ross Holmes
unknown
The Hoppettes
Leon Hughes and The Coasters
Engelbert Humperdinck
Bobby Hutcherson
Gary Imhoff
Inspiration
Irie, feat. Jimmy Dale
Tippa Irie
It’s M.E.
(2003)
Jackie Ivory
Chuck Jackson
Jago
(1993)
The Jam (see Paul Weller)
Jam Tronik
(1992)
Jay & The Americans
Jay-Ray & Gee with Friends
Damita Jo
Joey & The Prophets
Lou Bell Johnson
L. V. Johnson
(1986)
Sonny Johnson
Syl Johnson
Joquan Da Hooligan
Flemming Bamse Jørgensen
Julian
Ka’au Crater Boys
Kalles Kaviar
Jimmy Keith & His Shocky Horrors
Vivian Vance Kelly
Jerry Kennedy
(1963)
Eddie Kidd
(1978)
Kidz Bop Kids
King Junior
B. B. King
Ben E. King, Jr.
Stephen King
The Kingsmen
Happy Kreter
Last In Line
Teo Lavanga
Fausto Leali (in Italian, as “Pregherò”)
Led Zeppelin (live bootleg)
Scooter Lee
Legends Way
(2003)
Legião Urbana (in medley with “Pais e Filhos”)
(1989)
Lemon Ice
John Lennon
(1975)
Julian Lennon
Robert “The Juice” Lenoir
Barbara Lewis
Billy Lewis’ Nu Drifters
Little Eva
(1965)
Little Milton
The Lollies
The Lords
François Lubiana (in French, as “Vienne La Nuit”)
Kenny Lynch
The Bill Lyerly Band
The MacDonald Bros.
Lonnie Mack (instrumental)
(196?)
Mellow Magic (instrumental)
Taj MahaB
Major Tom And the Wavers (in German and English, as “Bleib Bei Mir”)
unknown
Mal
Ryan Malcolm
Eric Marienthal (instrumental)
The Gino Marinello Orchestra (instrumental)
Gregg Martinez
Dave Mason
Bob McHugh and Ron Naspo (instrumental)
Meat Loaf
(1984)
Metis
(2007)
Sylvia Millecam (as “Blijf Bij Mij”)
Hazel Miller
Mecky Miller Und Die Perrys (in German, as “Komm Zu Mir”)
Amedeo Minghi
Mint Juleps
(1985)
The Missing Links
Mix-Masters
The Moods Unlimited Orchestra
Red Moore (aka Magic Flute) (instrumental, as “Vienne La Nuit”)
Derrick Morgan
Chris D. Morton
(2004)
M. P. B. Band
Anita Mui (in Chinese)
Mumtaz Mahal
(1995)
The Muses
The Music Makers
Gene Nery
Aaron Neville
The Newtown Neurotics
The Nexus Quartet
Nikko
Roberto Olea
Orquesta Mondragon
Johnny Otis
P.K.
(2007)
May Palmer
Pana’ewa
Little Junior Parker
Nathan Parker (instrumental)
The Party Knights
Wayne Pascall
Rita Pavone (in Italian, as “Stai Con Me”)
Joey Pearson
Pennywise
(1989)
Pinchers
Pousette-Dart Band
Brendan Power
Sam Price
Betty Pride
Bernard “Pretty” Purdie
Sir Walter Raleigh
Rubén Ramos
Ranking Devon
Larry Ray
Bertice Reading
Otis Redding
The ReOrders
The Reynolds Brothers
Turley Richards
Rockapella
Sonny Rodgers
Demis Roussos
Roxanne
Billy Joe Royal
Royal Philharmonic Orchestra (instrumental)
Hilton Ruiz (instrumental)
Jimmy & David Ruffin
(1970)
O0tis Rush
(1986)
Saez (as part of medley)
St. Lawrence University Sinners
Sam The Sham
Santiago J. (instrumental)
Cleo Sax (instrumental)
Die Schlümpfe (The Smurfs) (in German, as “Bleibt Bei Mir”)
The Scorpions (Anglo-Dutch ’60s pop, not German ’80s metal)
Shirley Scott
The Searchers
Margie Segers
Serah
DJ Shah
Don Shirley (instrumental)
Silucian Town
Andrew Sixty, Joe Yellow, Sonia Davis & Tom Tom
Skeletal Family (c.1984)
John Skinner
Michael Skinner
Sky Sounds Orchestra (instrumental)
Brian Smith
Gary Smith, Jeff Pine, and Susan Rowland
Johnny “Hammond” Smith
Smokey Joe’s Café Original Cast
William So (in Chinese)
Sonny & Cher
Junior Soul
Soul Bros.
Southern Fried
Special Feature
Brian Springstill (instrumental)
Felicia Starks
The Starlite Orchestra & Singers
Marrk Stein
Randy Stonehill
Hugo Strasser
Nolan Struck
(2006)
Robert Symons (instrumental)
The Texas Twister
Gerry Thompson
Billy Thorpe And The Aztecs
(1965)
Tischmusik (instrumental)
The Tones
(2005)
Torvill & Dean
Hupikék Törpikék (The Smurfs) (as “Aprajafalva”)
Toxic Audio
Tribute Allstars
The Trinity Singers
The Trojans
The Truants
Ike & Tina Turner
Spyder Turner
(1967) (new version 2006)
Turtle Creek Chorale
U2 (also w/Bruce Springsteen) (live)
Jeff Valdez
Le Valedon (instrumental)
Gary Valenciano
Valentino
(1992)
Earl Van Dyke
Piet Veerman
The Ventures (instrumental)
Gene Vincent
The Vitamin String Quartet (instrumental)
W4C
Chris Wabich (instrumental)
The Walker Brothers
Glenn Walters
Matthew Wan (instrumental)
Kim Waters (instrumental)
The Wedding Singers
Alan Weeks and Mike Romeling
Freddy Weller
Paul Weller
(1997)
Maurice White
(1985)
Jackie Wilson
Wind (in German, as “Bleib Bei Mir”)
Bobby Womack
Bernie Woods & The Forest Fires
Tatsuro Yamashita
Yellowman
The Bobby Young Project
Barbra Zinger
西脇睦宏 (music box instrumental)
STAY A WHILE
The Clovers
(1959)
Joan Baxter
(1964)
Taye Diggs & Jane Krakowski (soundtrack, Ally McBeal)
(2001)
Billy Hancock
Smokey Joe’s Café Original Cast
STEADFAST, LOYAL AND TRUE
Elvis Presley
(1958)
STEWBALL
The Coasters
(1960)
STRAWBERRY STOMP
Gil Bernal
(1954)
STREET LIGHTS
Little Esther
(1953)
STRIKE A MATCH
Garland The Great
(1955)
Josh Alan Band
STRIKING ON YOU, BABY
Little Willie Littlefield
(1952)
T-Bone Walker
STYLE IS COMING BACK IN STYLE
John Pizzarelli
(1994)
SUZANNE, YOU CAN
Nino Tempo (Instr.)
(1993)
Guilherme Vergueiro (Instr.)
(1998)
SWEET DREAMS
The Crescendos
(1956)

## T
| Lied                                                                        | Jahr | Interpreten |
| --------------------------------------------------------------------------- | ---- | --- |
| Take It Like a Man                                                          | 1962 | Original: Gene Pitney (1962) Coverversionen: The Walker Brothers (1966) |
| Take My Love                                                                | 1953 | Mabel Scott (1953) |
| Talkin’ ’bout a Woman                                                       | 1972 | The Coasters (1972) |
| Tango                                                                       | 1975 | Original: Peggy Lee (1975) Coverversionen: Joan Morris & William Bolcom (1978), Mary Coughlan (2008), Diana Markovitz |
| Tango Del Fuego (Autor: Stoller)                                            | 1982 | Soundtrack Der Sturm (Eine überraschende Komödie) (The Tempest) (1982) |
| Teach Me How to Shimmy                                                      | 1961 | Original: The Isley Brothers (1961) Coverversionen: The Coasters (1961), Les Calamités, Smokey Joe’s Café Original Cast, Jerry Williams |
| Tears of Joy                                                                | 1953 | Original: Linda Hopkins (1953) Coverversionen: Etta James (1956), The Janiva Magness Band (1999), It’s M.E. (2008), Bertice Reading |
| Tell Me More                                                                | 1958 | Jaye P. Morgan (1958) |
| Ten Days in Jail                                                            | 1953 | The Robins (1953) |
| That Is Rock & Roll                                                         | 1959 | Original: The Coasters (1959) Coverversionen: Jay & The Americans (1963), Bill Baker’s Satins (1995), Vonda Shepard (Soundtrack Ally McBeal) (1997), Whistle Bait (2005), The Allstars, Porky Chedwick, The Chesterfields (Soundtrack American Hot Wax), The Crawdaddys, King Curtis (Instrumental), Albert Lee & Hogan’s Heroes, Tony Orlando, The Rattles, Smokey Joe’s Café Original Cast, The Smugglers, Edwin Starr, Shakin’ Stevens & The Sunsets, Supersuckers, Sylvester & The Hot Band, Ian Whitcomb |
| That’s What the Good Book Says                                              | 1951 | Bobby Nunn & The Robins (1951) |
| A Theme for Anna (Autor: Stoller)                                           | 1993 | Original: Nino Tempo (1993) Coverversionen: Guilherme Vergueiro |
| There Goes My Baby (Autoren: Leiber, Stoller, Nelson, Patterson, Treadwell) | 1959 | Original: The Drifters (1959) Coverversionen: Sparklets (1961), Marvin Gaye (1968), James Knight & The Butlers (1969), Donna Summer (1984), Bobby Angelle, The Chandeliers, The Chessmen, Joe Cocker, The Countdown Singers, John arnall (Instrumental), The Dovells, Four on the floor, Keith Frank, The Husbands, Jay & The Americans, Garnet Mimms, Jackie Payne, Power Music, Boots Randolph (Instrumental), Otis Redding, Diana Ross, Smokey Joe’s Café Original Cast, The Styles, The Walker Brothers, The Walkmen, Marva Wright & The BMWs |
| They Say That You’re Mad                                                    | 1970 | The Phynx (1970) |
| This and Only This                                                          | 1962 | Tommy Hunt (1962) |
| Three Coal Cats                                                             | 1959 | Original: The Coasters (1959) Coverversionen: Donna Geddes (2007), Casey MacGill’s Blue 4 Trio (2008), The 5.6.7.8’s (als „Three Cool Chicks“), The Basics, The Beatles, The Cat Pack, Ry Cooder, The Ferris Wheel, The Jailbirds, Ronnie Lane & Slim Chance, The Nocturnes, The Suicide Commandos, Terry, Blair & Anouchka (als „Three Cool Catz“), Three Cool Cats, Young & Restless (als „3 Kool Kats“), Französische Version „Nouvelle Vague“: Richard Anthony |
| Three Cool Cats                                                             | 1959 | The Coasters (1959) |
| Three Corn Patches                                                          | 1973 | Original: T-Bone Walker (1973) Coverversionen: Elvis Presley (1973) |
| Three Time Loser                                                            | 1953 | Original: Linda Hopkins (1953) Coverversionen: Saffire |
| Thumbin’ a Ride                                                             | 1961 | Original: The Coasters (1961) Coverversionen: Jackie Lomax |
| Tonight I’m Singing Just for You (Autoren: Leiber, Wheeler)                 | 1965 | Original: Billy Edd Wheeler (1965) Coverversionen: Country Joe McDonald |
| Too Bad Sweet Mama (Autoren: Leiber, Stoller, Henderson)                    | 1954 | Original: Sam Henderson mit Billy Black (1954) |
| Too Much Jelly Roll                                                         | 1951 | Original: Little Brother Brown (1951) Coverversionen: Floyd Dixon |
| A Touch of Heaven                                                           | 1955 | Original: Mister Ruffin (1955) Coverversionen: Dick Lee |
| Treat Me Nice                                                               | 1957 | Original: Elvis Presley (1957) Coverversionen: The London Festival Orchestra (1977), Shaky Everett (2001), The Explosion Rockets (2001), Lalo (2003), The Grassmasters (Instrumental) (2006), Tom Green (2007), Sammy Atchison, Chas & Dave, Oliver Darley, Done Again, Jack Gillen, Glen Glenn, Golden Ring, Linda Hall mit Dave Kennedy & The Ambassadors, The Hot Shots, Tommy James & The Shondells, The Loving Kind, Ronnie McDowell, Luis Miguel, Earl Robbins, Carla Rugg, Tony Sarnich, The Shadows, Mack Allen Smith, Smokey Joe’s Café Original Cast, The Sun Gods, Conway Twitty, Zacnorman, Spanische Version „Trátame Bien“: Los Blue Caps, Los Crazy Boys, Französische Version „Fais Moi Peur“: Chris Evans, Deutsche Version „Mach’ Dich Schön“: Gerd Fitz, Peter Kraus und die Rockies, Louis Lorenzo mit seinem Tanzorchester, Finnische Version „Kunnolla“: Jussi & The Boys |
| Three Stump Jump (Autoren: Leiber, Stoller, Emanuel)                        | 1955 | Original: Garland the Great (1955) |
| Tricky Dicky                                                                | 1962 | Original: Richie Barrett (1962) Coverversionen: The Searchers |
| Trip with Me                                                                | 1970 | Original: Nancy Wilson (1970) Coverversionen: The Phynx (1970) |
| Trouble                                                                     | 1958 | Original: Elvis Presley (1958) Coverversionen: John Altman, Marla BB, Boppin’ B, Burt Blanca, Trent Carlini (1997), Colin Cook & The Strangers (1963), Danzig, Darts, Jackie DeShannon, Jim Dilley (2004), Dirty Bird & The Riversiders, Lisa Dominique (1989), Jimmy Ellis (aka Orion) (2007), Emile Ford & The Checkmates, Fuzzbox, Terry Garland (1992), Jesse Garon (1995), Gillan, Gutter Demons (2003), Happy Days: The Arena Mega Musical Original Cast, Kingsize (2008), Pete Lancaster, The Osmonds, Johnny Powers, Suzi Quatro, Rancid Vat, Samhain, Rick Saucedo (2007), Sigue Sigue Sputnik, Smokey Joe’s Café Original Cast, The Swing Rayes, Vince Taylor (1965), The Terry Girls (1963), Warren Zevon (1988), Französische Version „La Bagarre“: Johnny Hallyday, Amanda Lear,                                                                                                   |
| Turn the Lamps down Low                                                     | 1953 | Original: Little Esther & Little Willie Littlefield (1932) Coverversionen: Red Peters mit Big Boy Bloater (2000) |
| Turtle Dovin’                                                               | 1955 | The Coasters (1955) |

## W
| Lied                                                                    | Jahr | Interpreten |
| ----------------------------------------------------------------------- | ---- | --- |
| Wailin’ Daddy                                                           | 1953 | Original: Mabel Scott (1953) Coverversionen: The Johnny Nocturne Band |
| Well I’m Dancin’                                                        | 1960 | O. C. Smith (1960) |
| Whadaya Want                                                            | 1954 | Original: The Cheers (1954) Coverversionen: The Charms (1955), The Robins (1955), Jack Cardwell, Buster Poindexter                                                                      |
| What about Me                                                           | 1956 | Larry Evans (1956) |
| What about Us                                                           | 1959 | Original: The Coasters (1959) Coverversionen: Steven Carter (1959), Decameron (aka The Magnificent Mercury Brothers) (1975), Jenny Darren, The Rebel, The Undertakers (aka The ’Takers) |
| What Is the Secret of Your Success                                      | 1957 | The Coasters (1957) |
| What Is Your Sign?                                                      | 1970 | The Phynx (1970) |
| What to Do with Laurie (Autoren: Leiber, Stoller, Wheeler)              | 1962 | Mike Clifford (1962) |
| What’s Wrong with Me & You (Autoren: Leiber, Stoller, Gluck, Goldstein) | 1961 | Babs Tino (1961) |
| (When She Wants Good Lovin’) My Baby Comes to Me                        | 1957 | Original: The Coasters (1957) Coverversionen: Delbert McClinton (1976), Filé Gumbo (2003), The Chicago Loop, Franklin, Harpe & Usilton, John Rodgers, Tom Rush, Little Toby Walker      |
| When We’re Dancing                                                      | 1998 | Guilherme Vergueiro (Instrumental) (1961) |
| Where’s the Girl                                                        | 1964 | Original: Jerry Butler (1964) Coverversionen: Dorsey Burnette (1963), Jay & The Americans (1967), Ben E. King (1968), Buddy Greco (2005)                                                |
| The Whip (Autoren: Leiber, Stoller, Bernal)                             | 1954 | Gil Bernal (1954) |
| Whipper Snapper                                                         | 1958 | Original: LaVern Baker (1958) Coverversionen: Miriam Cutler & Swingstreet, The Donettes                                                                                                 |
| Whistle for Happiness (Autor: Jerry Leiber)                             | 1969 | Peggy Lee (1969) |
| Whoa!                                                                   | 1955 | The Honey Bears (1955) |
| Why Oh Why (Autoren: Leiber, Stoller, Marshall)                         | 1956 | Frankie Marshall (1956) |
| Will You Love Me Still                                                  | 1957 | Original: June Valli (1957) Coverversionen: Dion & the Belmonts (1957) |
| Woman, Woman                                                            | 1951 | Amos Milburn (1951) |
| Wrap It Up                                                              | 1954 | The Robins (1954) |
| Write to Me (Autoren: Leiber, Stoller, Isley)                           | 1961 | The Isley Brothers (1961) |

## Y
| Lied                                                                | Jahr | Interpreten |
| ------------------------------------------------------------------- | ---- | --- |
| Yakety Yak                                                          | 1958 | Original: The Coasters (1958) Coverversionen: The Poor Crowns with Ed Cee and Orchestra (1958), Paul Rich (1958), Sandy Nelson (Instrumental) (1964), Gene and Jeanne (1965), Paul Smith (1965), The Yaks (1965), The Pipkins (1970), El Coco (1975), Truck Stop (1978), Dillard Hartford Dillard (1980), The Ribitones (ca. 1980), Steve Wingfield (Instrumental) (2001), West Road Blues Band (2007), 2 Live Crew, Frankie Avalon, Bad Manners (Soundtrack von Party Party), Bloodstone, Chas & Dave, The Chevrons, The Countdown Singers, Desmond Dekker, The Diamonds, Jeff W. Dixon & Alton Ellis, Donald Duck (als Quackety Quack), David Ellin (als Quackety Quack), Mark Foggo’s Skasters, The Fourmost, The Glaser Brothers (aka Tompall & The Glasers), Bobby Hachey (Instrumental), Chris Hill (1975), The Hit Crew, Les Hit Paraders, The Hollywood Argyles, Buck Howdy with BB, Ice 9, Wanda Jackson, Jets, Jive Bunny & The Mastermixers, The Lazy Cowgirls, The Leiber-Stoller Big Band, Me and You, The Muppets, The Neighbor Kids, Mary Kate & Ashley Olsen, Lee Perry & The Upsetters, Phantom Planet (Soundtrack von Mumford), Brian Poole & The Tremeloes, The Pretzels, Boots Randolph, The Re-Bops, Red Sauce, Ricky & The Rockets with Sweet Power, The Root Bootleg Band, John Ruskan, The Ruthless Rap Assassins, Sam the Sham, DJ Schwede, Sha Na Na, Smokey Joe’s Café Original Cast, Ray Stevens, Shakin’ Stevens, Tiny Toons, The Tornadoes, Big Joe Turner, Eric Weisberg & Deliverance, Französische Version „Yakety Yak (Rouspet’ Pas)“: Au Bonheur des Dames, Gérard Deslauriers, Les Jérolas, Italienische Versionen: The Gaylords (1961), Spanische Versionen: Destrampados, Esteban Jordan, Los Rebeldes del Rock, Tschechische Version: Plavci (1981), Finnische Version „Takataan Roos“: Hector (1974), Deutsche Version „Jackety Jack“: Billy Sanders |
| Yeah, Yeah, Yeah                                                    | 1954 | Original: Joe Liggins (1954) Coverversionen: The Roadrunners (1999) |
| Yes                                                                 | 1962 | Original: Ben E. King (1962) Coverversionen: Jay & the Americans |
| You Can’t Love ’em All (Autoren: Leiber, Stoller, Russell, Nugetre) | 1964 | Original: Solomon Burke (1964) Coverversionen: Richard Wright Group (1966), The Drifters, The Cats |
| You Did Somethin for Me                                             | 1977 | Elkie Brooks (1977) |
| You Know the Feeling                                                | 1970 | The Phynx (1970) |
| You Laugh                                                           | 1958 | Jack Jones (1958) |
| You Still Love Him (Autoren: Leiber, Stoller, McCoy)                | 1962 | Original: Roy Hamilton (1962) Coverversionen: John Rowles (1966) |
| You Tool My Love Too Fast (Autoren: Stoller, Darnell)               | 1953 | Little Esther & Bobby Nunn (1953) |
| You’ll Be There (Autoren: Leiber, Stoller, Relf)                    | 1957 | Clyde McPhatter (1957) |
| You’ll Never Leave Him (Autoren: Stoller, Russell)                  | 1963 | Original: The Isley Brothers (1963) Coverversionen: Annette Steele (als „You’ll Never Leave Her“) (1967), Johnny B. Great, Lulu (als „You’ll Never Leave Her“), Freddie Scott |
| Young and in Love                                                   | 1957 | Original: Toy Travis (1957) Coverversionen: Tony Castle (1958) |
| Young Blood (Autoren: Leiber, Stoller, Pomus)                       | 1957 | Original: The Coasters (1963, US 8) Coverversionen: The Comic Books (1967), Bad Company (1976), Steve Wingfield (Instrumental) (2001), Dean Scott and the Deja Boomers (als „Old Blood“) (2006), The Band, The Beatcombers, The Beatles, Robert Soup Campbell, Paul Carrack, The Coastline Band, Darts, Bunk Dogger, The John Dummer Blues Band, Flash Cadillac & The Continental Kids, Wayne Fontana & The Mindbenders, Rockin’ Tommy Gunn & The 45s, The Hoppettes, Garth & Maud Hudson, Danny King, Kingfish, Ed Lambert & Carol Gaylor, Jerry Lee Lewis, Living Earth, The Mighty Echoes, The Other Side, The Righteous Brothers, Leon Russell, Shoe Suede Blues, John Shuttleworth, Huey „Piano“ Smith, Smokey Joe’s Café Original Cast, Bob Weir (als Bobby & The Midnites), Maurice Williams & the Zodiacs, Bruce Willis (1987, US 68), Carl Wilson, Zydeco Party Band, Französische Version „Quelle Môme“: Les Play Boys |
| Your Old Lady (Autoren: Leiber, Stoller, Isley, Curtis)             | 1961 | Original: The Isley Brothers (1961) Coverversionen: The Chamber Brothers (1965), The Steve Miller Band (1968), David Lindley (1981) |
| You’re Killing Me                                                   | 1953 | Milt Trenier (1953) |
| (You’re So Square) Baby I Don’ Care                                 | 1957 | Original: Elvis Presley (1957) Coverversionen: Cliff Richard (1959), The Roulettes (aka The DeKroo Brothers) (aufgenommen 1959/veröffentlicht 1980er), Pilkington (ca. 1960), Johnny Chester & His Chessmen (1964), Los Super Secos (1964), Dick Rivers (1972), Bryan Ferry (1973), Paul Seixas (1977), Joni Mitchell (1982), Don McLean (1983), Ricky Norton (1996), Solex (1998), Jimmy Angel, Bad Boys, Mike Berry, Beccy Cole, Wes Dakus & The Rebels, Done Again, Joey Figgiani & The Jordanaires, Bobby Fuller Four, Glen Glenn, The Glitter Band, Robert Gordon & Chris Spedding, Tom Green, Mike Henderson, Pete Hodgson & The Fireballs, Buddy Holly, Bill Hurley, Brian Kerins, Albert Lee, Max K. Lipscomb (aka Scotty McKay) mit dem Bobby Rambeau Orchestra, Scotty Moore, Brendan O’Brien, The Pickwick Papers, The Primitives, The Professionals, Queen, Rodney Scott, Brian Setzer, Paul Stefen & The Royal Lancers, Shakin’ Stevens, Billy Swan, Tommy Truesdale, Uranus, Bobby Vee, The White Lines, The Wild Angels, Spanische Version „Nena No Me Importa“: Los Locos Del Ritmo (1959), Französische Version „Sentimentale“: Johnny Hallyday (2004), Eddy Mitchell (1963) |
| Your’re the Boss                                                    | 1961 | Original: LaVern Baker & Jimmy Ricks (1961) Coverversionen: Elvis Presley & Ann-Margret (1963), Marti Brom, George Gee & The Jump, Jive & Wailers, Ib Glindemann, B.B. King & Ruth Brown, Michèle-Barbara Pelletier & Frédéric Pierre, The Priestess & The Fool, John Sterling Ruth & Susan Trexler, Brian Setzer Orchestra mit Gwen Stefani, Smokey Joe’s Café Original Cast, The Swing Set (Instrumental), Christiane Weber & Timm Beckmann, Anke Zillich, Günter Alt, Französische Version „Oui Patron“: Les Kili-Cats |

## Weblink
- Offizielle Diskografie von Leiber und Stoller